# Monts d'Olmes
La station des Monts d'Olmes (Les Monts d'Olmes) est une station de sports d'hiver française de la chaîne des Pyrénées, située sur le versant nord du massif de Tabe, sur le territoire de la commune de Montferrier, dans le département de l'Ariège.
Station de moyenne altitude, comprise entre 1 400 et 2 000 m, il s'agit du troisième domaine skiable en taille du département, derrière Ax 3 Domaines et Guzet. Outre un domaine skiable de 21 pistes, elle comprend plusieurs bâtiments à vocation résidentielle et commerciale, répartis en plusieurs lots, pour une superficie cumulée de 13 ha.
Inaugurée en février 1968, la station doit beaucoup à l'implication logistique, politique et financière des industriels du pays d'Olmes, bassin textile centré sur les villes de Lavelanet et Laroque-d'Olmes, situées à environ 15 km au nord-est en aval. Gérée pendant trente ans par une société privée, initiée par André Roudière, l'un des principaux chefs d'entreprise lainiers de Lavelanet, la station est depuis 1999 propriété publique. Elle est l'un des principaux équipements touristiques du pays d'Olmes.
La trajectoire économique, sociale et paysagère de la station des Monts d'Olmes s'inscrit dans le contexte des massifs enclavés d'altitude moyenne soumis aux difficultés découlant de la désindustrialisation. Depuis le milieu des années 2010, la notoriété de la station doit beaucoup à la médiatisation de la championne de ski acrobatique Perrine Laffont, native de Lavelanet s'étant initiée au ski aux Monts d'Olmes.

## Géographie

### Situation

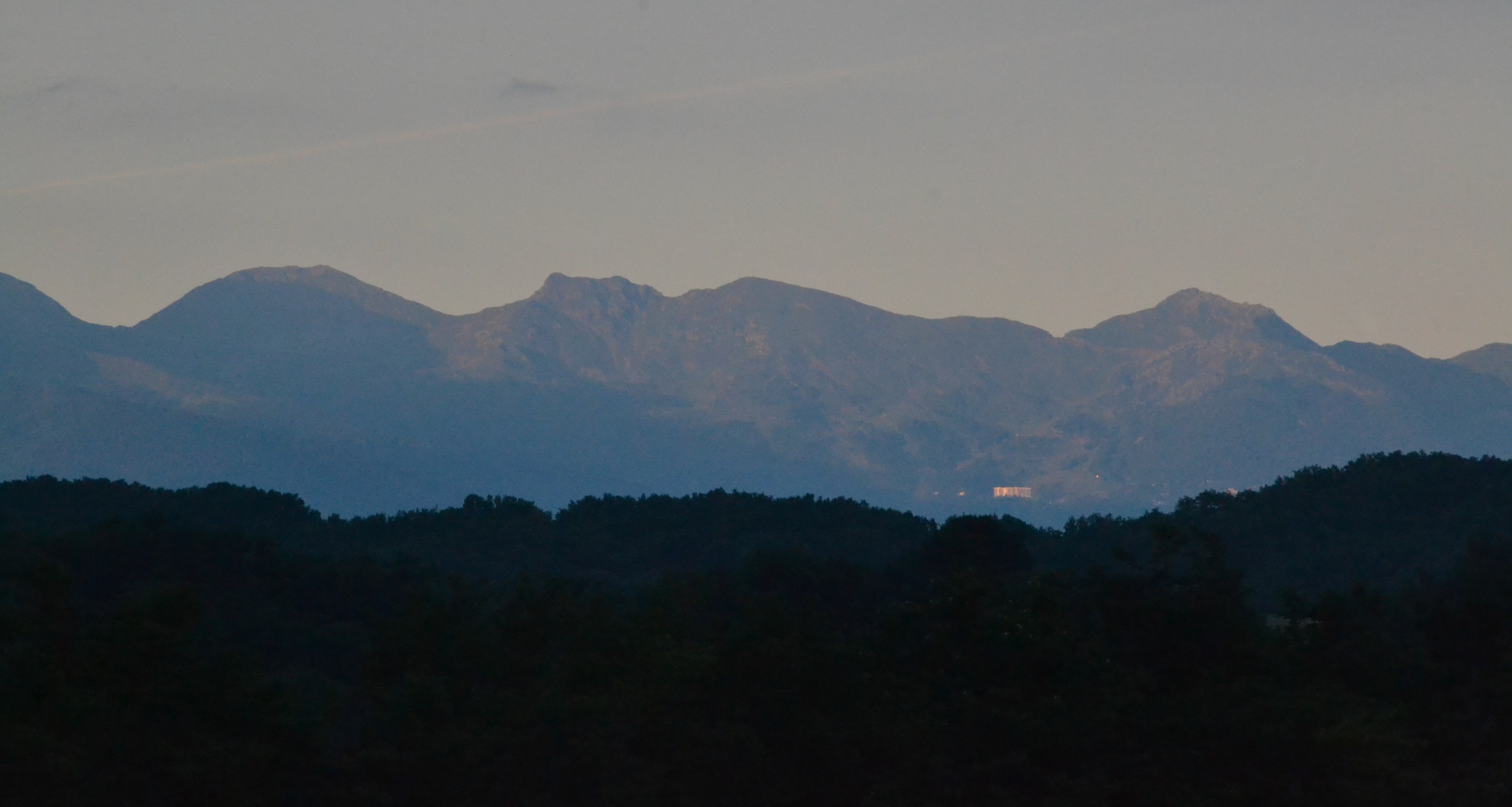
Le massif de Tabe et la station des Monts d'Olmes, éclairée par le soleil levant, vus depuis Mirepoix, à une distance de 29 km.

La station est située entre 1 400 et 1 955 m d'altitude, sur le versant nord du massif de Tabe, petit massif périphérique de la chaîne des Pyrénées, en position avancée par rapport à la haute chaîne principale. Ce chaînon, qui culmine à 2 368 m au pic de Soularac et dont le sommet principal est le pic de Saint-Barthélemy (2 348 m), s'étend sur environ 20 km de long, suivant un axe ouest-nord-ouest - est-sud-est, entre la vallée de l'Ariège à l'ouest et celle de l'Hers à l'est. Il domine au nord le pays d'Olmes, centré sur Lavelanet, qui correspond à la portion orientale du Plantaurel, important pli calcaire qui traverse le département de l'Ariège d'ouest en est, ici coupé par deux cluses principales (Touyre et Hers). La station domine en effet les trois vallées qui irriguent le Pays des Pyrénées Cathares, à savoir l'Hers, le Touyre et le Douctouyre.
Au sud, le massif surplombe la vallée de l'Ariège entre Tarascon-sur-Ariège et Ax-les-Thermes, ici nommée Sabarthès. À l'est, le massif est bordé par la haute vallée de l'Hers, au niveau des gorges de la Frau qui l'isolent du pays de Sault, et par le col de Marmare, qui fait la jonction avec le massif du Tarbésou.
La station se trouve sur le territoire communal de Montferrier, dont le bourg, établi sur les bords du Touyre, est distant de 7 km à vol d'oiseau, au nord-est. Le chef-lieu de la commune de Montségur est à peine plus éloigné, à 7,8 km à l'est-nord-est.

### Accès

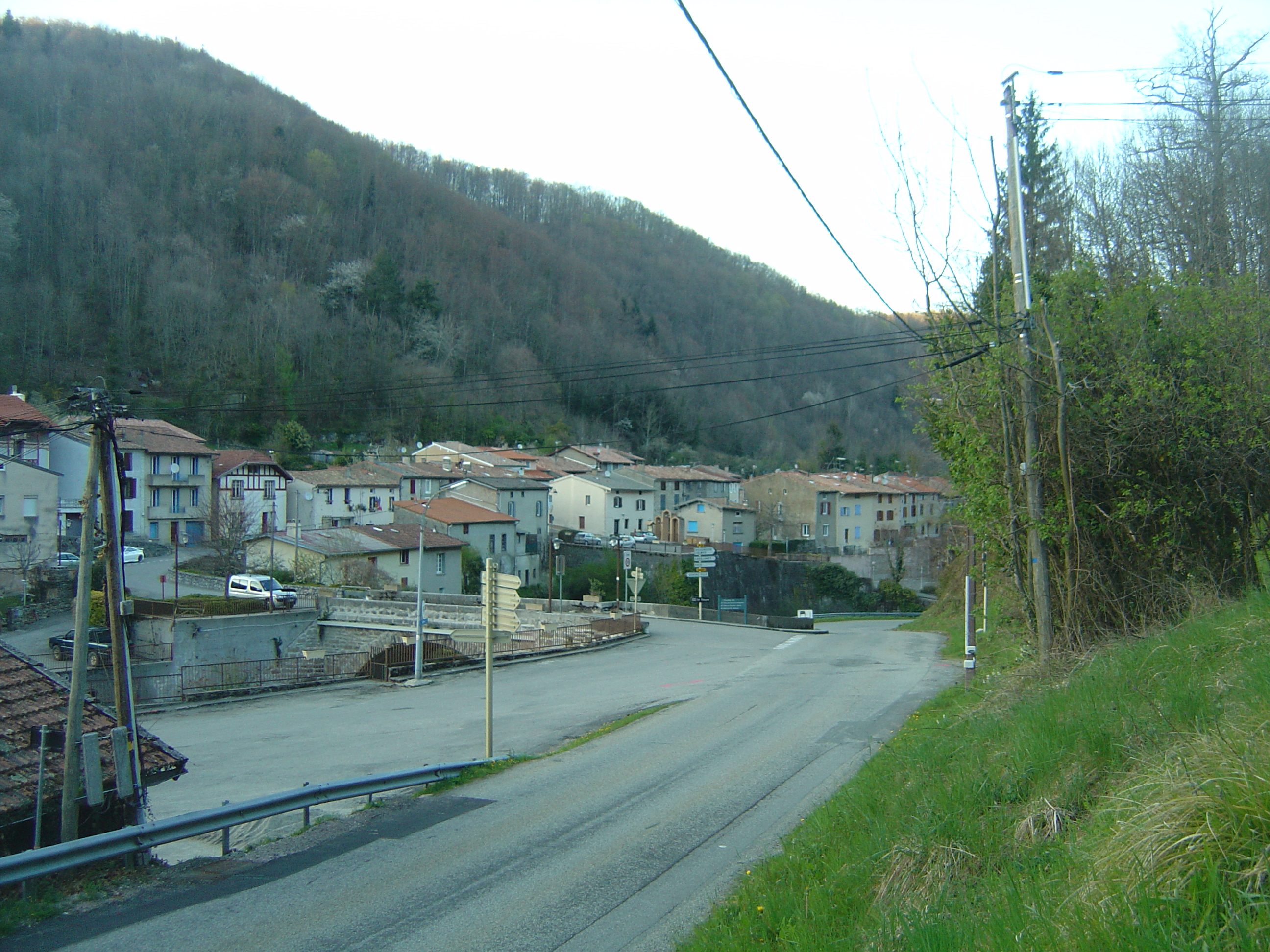
Montferrier, depuis la route menant vers Montségur et les Monts d'Olmes (dans le dos de la prise de vue).

L'accès routier principal se fait depuis la ville de Lavelanet via Montferrier, dont le bourg est au pied de la station. La route spécifiquement construite pour la station (route départementale 909) se connecte précisément à la route départementale 9, qui relie Montferrier à Montségur, environ 1,2 km après la sortie sud de Montferrier, et à 3 km à l'ouest du col de Montségur et 4,5 km du bourg de Montségur. L'embranchement se trouve à l'altitude de 798 m, près du lieu-dit Bordo Espalhado.
Depuis ce carrefour, le trajet routier jusqu'à la station emprunte d'abord le tracé d'un ancien chemin desservant le hameau de Cériès (825 m d'altitude), atteint après 650 m, puis d'un sentier menant jusqu'au hameau du Ramié ou Ramier (920 m d'altitude). Au-delà, la route suit pendant environ 7 km le tracé d'une piste dessinée dans les années 1950 pour desservir la carrière de talc du Fangas. Au-delà, le parcours de la route est inédit, à travers le bois de Montminier d'abord, empruntant un parcours sinueux comprenant parfois des descentes, puis attaquant plus franchement la pente par des lacets dont l'un, à l'altitude de 1 235 m, franchit le Touyre.
La distance entre le centre-bourg de Montferrier et le cœur de la station est de 15,5 km. Le centre-ville de Lavelanet est à 22 km.
Située non loin de la citadelle de Montségur, la station des Monts d'Olmes se situe à seulement 1 h 30 min de route de Toulouse et à un peu plus d'une heure de Carcassonne, ce qui en fait un équipement particulièrement fréquenté par la population urbaine du Midi toulousain.

## Toponymie
La station des Monts d'Olmes tient son nom du pays d'Olmes, région culturelle et historique centrée sur la ville de Lavelanet et comprenant la partie orientale du département de l'Ariège, entre la vallée du Douctouyre à l'ouest, et le Quercorb à l'est. Le toponyme « Monts d'Olmes », inusité avant la création de la station, est proposé en 1963 lors d'une réunion de l'Association de promotion du ski en pays d'Olmes, structure à l'initiative du démarrage du projet, et s'impose alors face à « Olmes 2000 » et « Super Olmes ».
Ce vocable toponymique, qui date des années 1960, est parfois utilisé pour qualifier le massif de Tabe, même si cette appellation a été spécifiquement créée pour désigner la station.

## Histoire

### Contexte

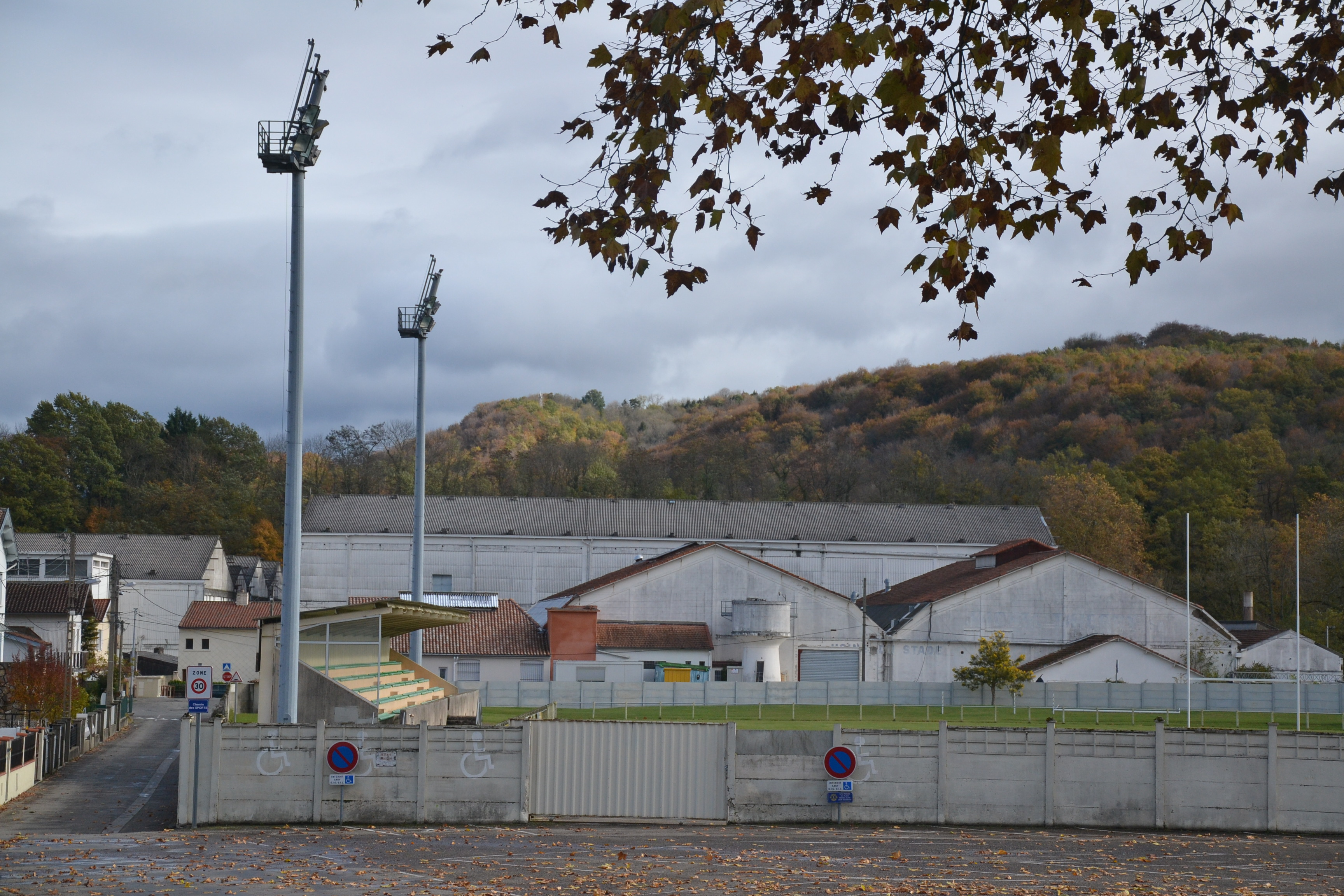
Une ancienne usine textile de Lavelanet (à l'arrière-plan).

La création de la station des Monts d'Olmes s'inscrit dans un contexte de développement intense de la pratique des sports d'hiver dans le département de l'Ariège, initié dans le premier quart du XXe siècle par la fondation des premiers skis-clubs ariégeois à Saint-Girons (1924) et Pamiers (1934). La présence de pentes enneigées sur le piémont pyrénéen, à distance de la haute chaîne où rayonnent les stations pionnières d'Ax et du Luchon, poussent les passionnés, qui se sont pour certains formés au ski dans le cadre de leur service militaire au sein des Chasseurs alpins, à pratiquer la descente sur des terrains adaptés et à envisager la création de nouvelles stations.
L'implication des industriels du bassin textile du pays d'Olmes dans la pratique des sports d'hiver est patente. Dans les années 1930, les premiers ski-clubs du pays d'Olmes sont fondés à leur initiative : Antoine Ricalens, patron à Laroque-d'Olmes, et René Dumons, à Lavelanet en 1934,, créent et président respectivement les clubs de ces deux localités (Ski Club du Pays d'Olmes, qui dès 1935 est affilié à la Fédération pyrénéenne,, et Ski Club Laroquais),. Les clubs organisent de fréquentes sorties dans les stations déjà existantes, à Puymorens, au Pas de la Case, au col du Chioula à partir des années 1950, puis à Camurac, ouverte en 1964, et y participent à des courses.
La pratique de la glisse sur les pentes aux abords immédiats de Lavelanet, dans le secteur de Cambière, des Rives et de Montsec, compris entre 500 et 700 mètres d'altitude, est également attestée dans les années 1930.

### La première «station»

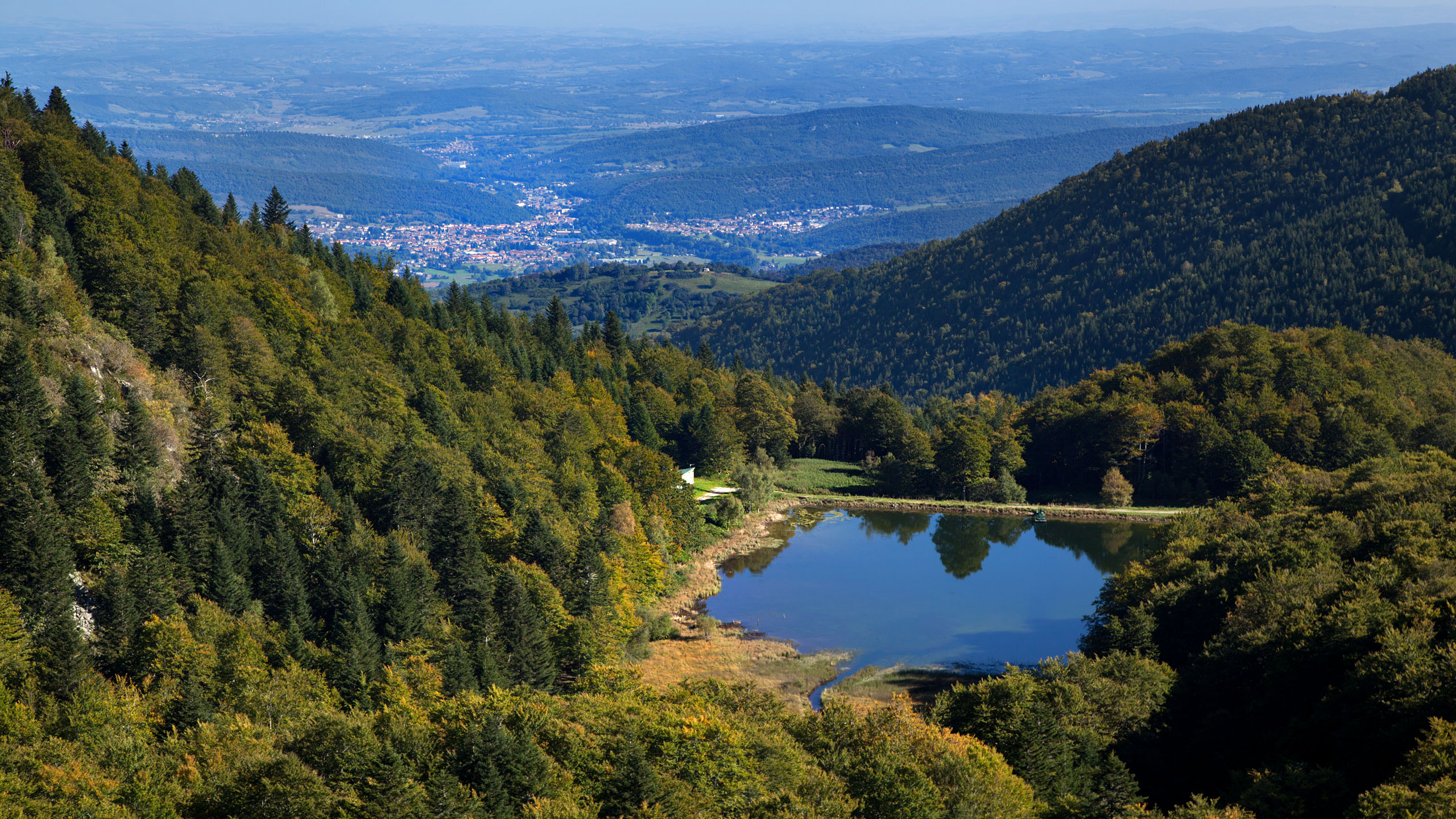
L'étang de Moulzoune, au bas des pistes de l'ancienne « station de la mine », et Lavelanet en arrière-plan.

À environ 4 km à l'est de l'emplacement de l'actuelle station, la carrière de talc de Montferrier, progressivement abandonnée par les mineurs à partir de la fin des années 1930, sert de site d'entraînement jusqu'aux années 1960.
Après la guerre, on y installe un remonte-pente, qui fonctionne de manière chaotique. Deux refuges y sont sommairement aménagés, l'un dans un ancien abri à l'usage des mineurs, et l'autre construit par de jeunes skieurs de Montferrier, dont le ski-club, dit « du Saint-Barthélemy », est créé en 1952. Le dynamisme de ce projet doit beaucoup à la relance des ski-clubs, mis en sommeil pendant la guerre. À nouveau, les industriels s'y impliquent, d'abord en 1946, puis au début des années 1960 : Louis Fonquernie ou Raoul Pigeon, patron et cadre textiles à Laroque, figurent parmi ces acteurs, aux côtés de nombreux autres bénévoles. René Dumons est encore le président du club de Lavelanet en 1949. Plus tard, c'est aussi le cas de la famille Pouchodon, à la tête de l'entreprise SOTAP-Carol, qui s'occupe du ski-club de Montferrier.
Dans les années 1950, le site de la mine accueille des courses fréquentées, dont les vainqueurs remportent notamment des coupons de tissu produits par les entreprises textiles de la vallée.

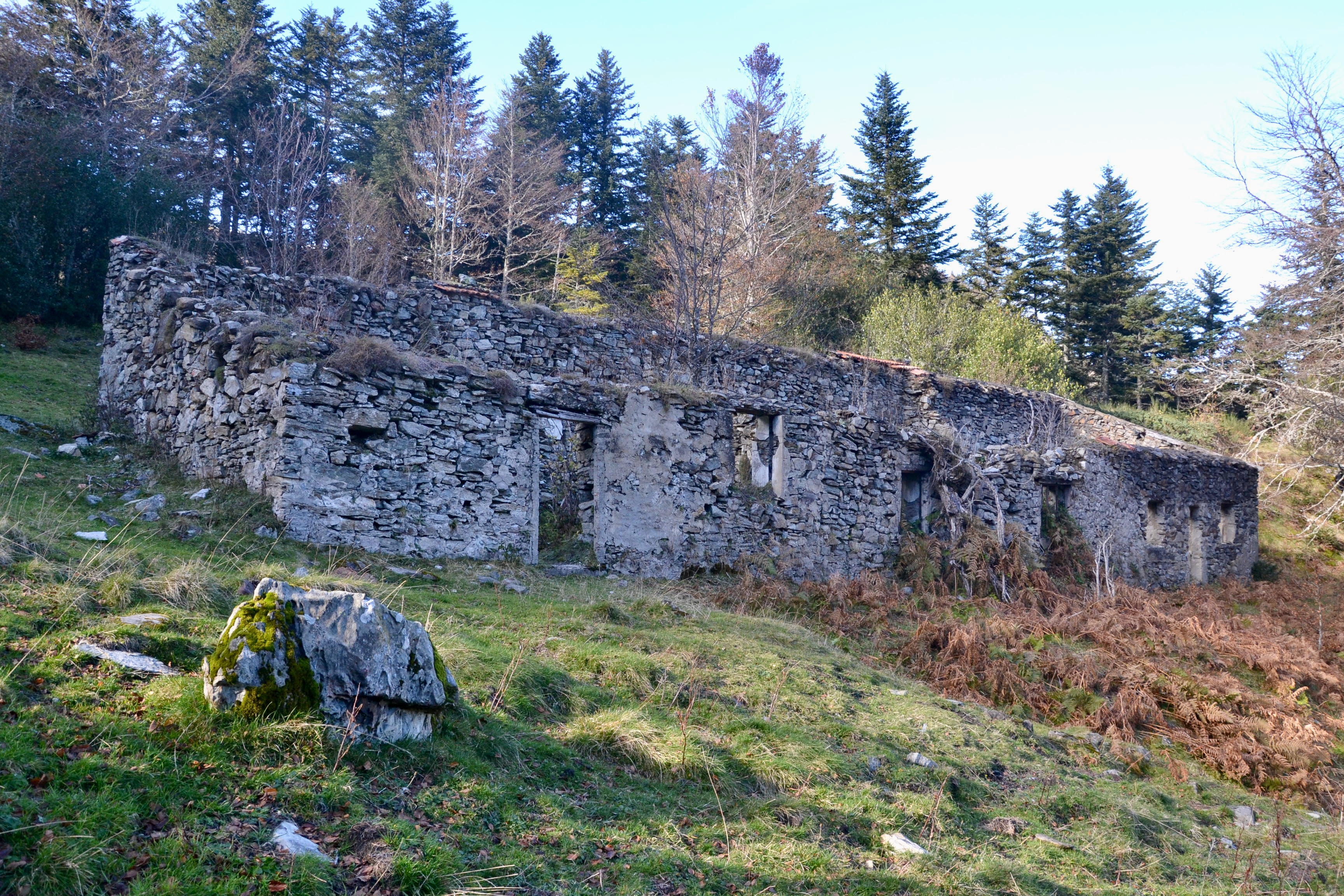
L'ancien abri des mineurs, utilisé par les skieurs de Laroque-d'Olmes.
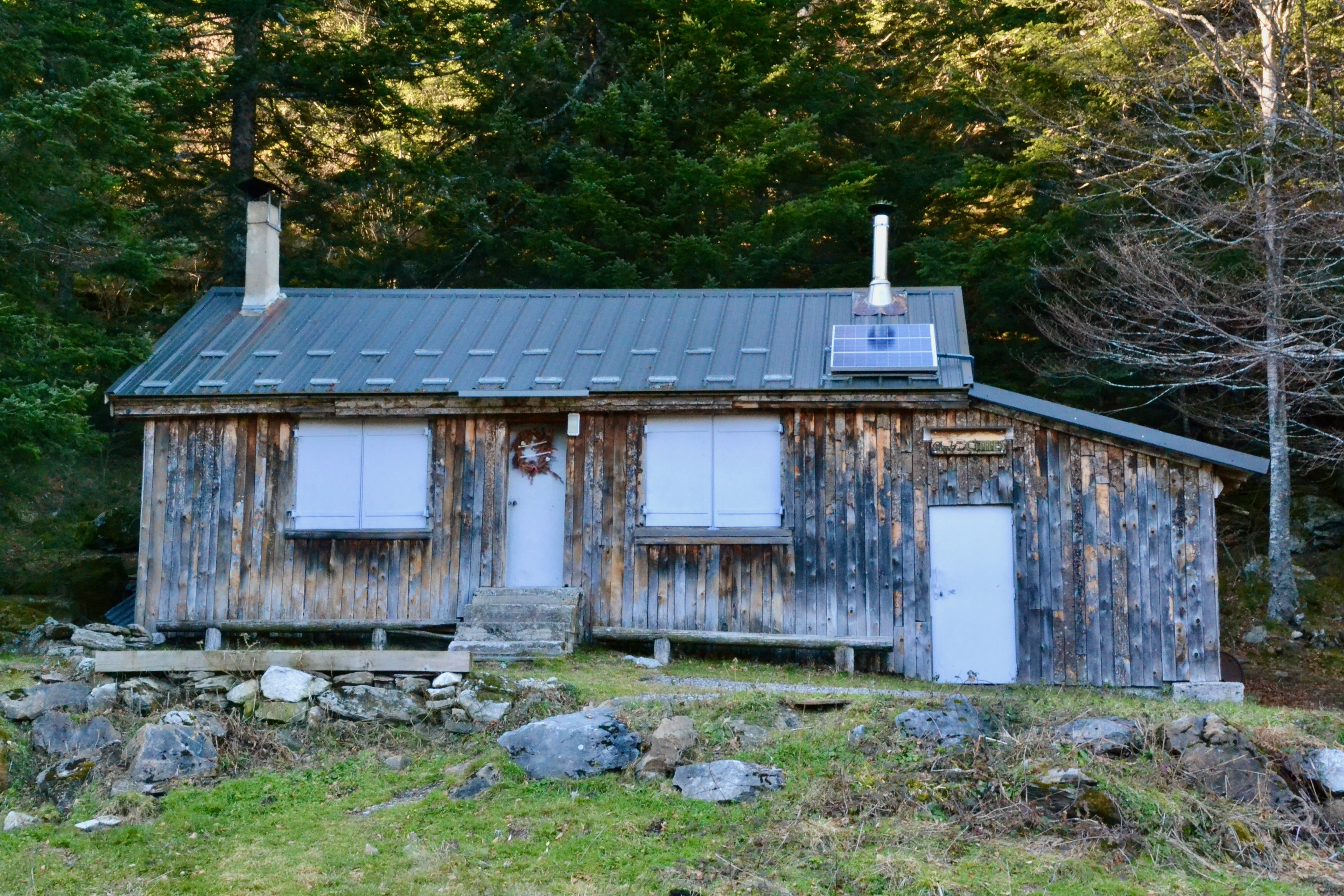
Le refuge construit par le ski-club de Montferrier, au bord de l'étang.
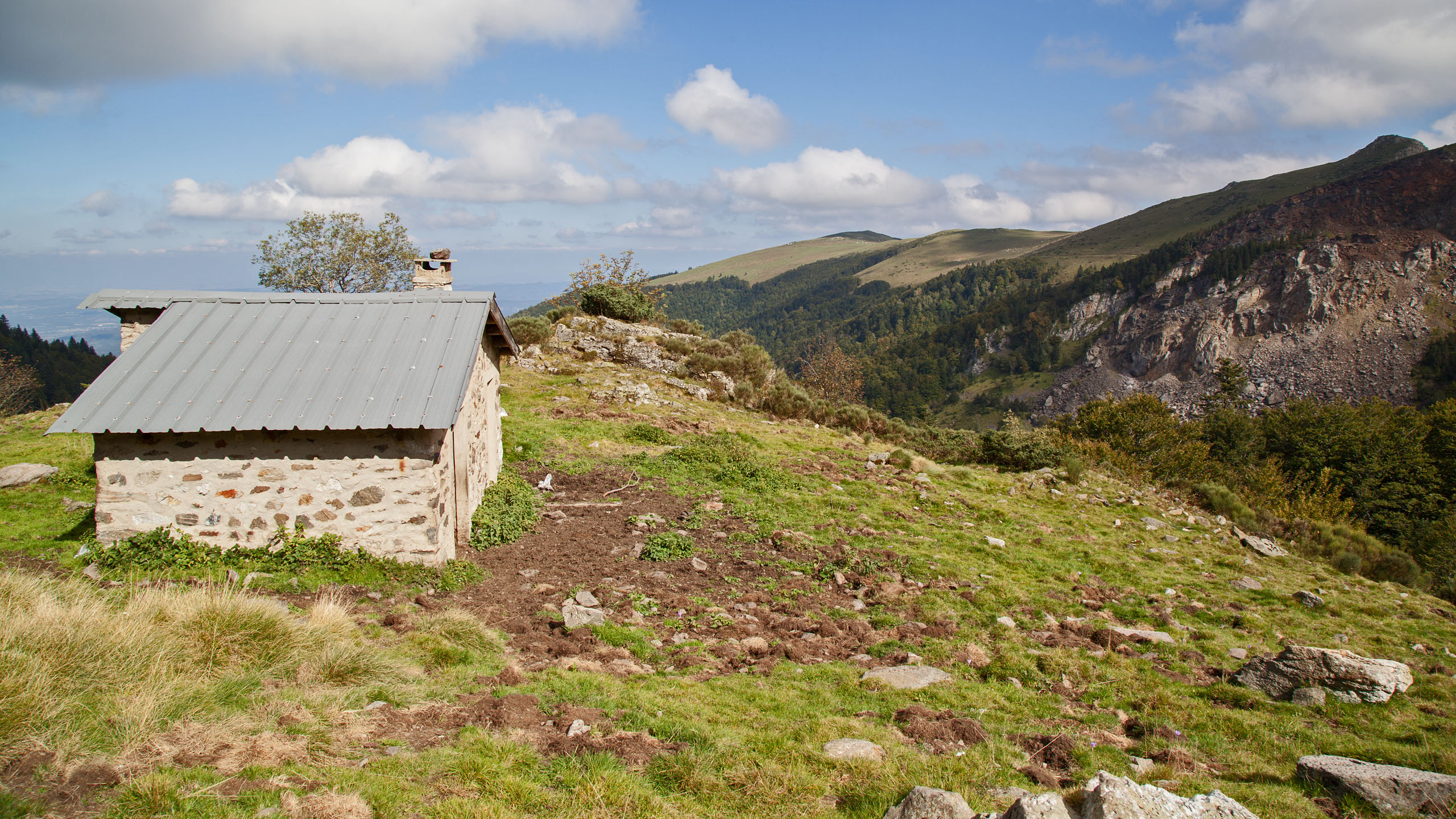
La « cabane du Vacher », sur les hauteurs de la carrière de talc de Montferrier, ancien abri parfois utilisé par les skieurs au milieu du XXe siècle.

### Création
La détermination d'un projet de station moderne répond à la volonté locale de reproduire le modèle des stations alpines dans les Pyrénées. Le modèle de la station d'altitude créée ex nihilo (station dite « de 2e » voire « 3e génération », ou « intégrée »), en vogue dans les années 1960, s'impose. La création de la station répond à des motivations économiques, à savoir la diversification par le tourisme, dans un territoire en situation quasi mono-industrielle, encore en croissance alors que tous les autres bassins textiles déclinent. Les enjeux sociaux sont également présents dans l'argumentaire économique des promoteurs : il s'agit d'offrir une activité de loisirs aux habitants et de fixer les cadres et salariés en pays d'Olmes.
Le projet de station nouvelle à proprement parler, est impulsé par plusieurs acteurs locaux qui s'unissent en 1963 dans la création de l'Association de promotion du ski en pays d'Olmes (APSPO), autour de la figure déterminante d'André Roudière, propriétaire d'une des principales usines de tissage de Lavelanet, qu'il a fondée en 1947. À ses côtés, s'agrègent d'autres personnalités, dont plusieurs sont des passionnés de ski — ce que n'est pas A. Roudière — comme Louis Barthe, Aldo Villa et René Labadie. Ce dernier avance qu'André Roudière a pu être inspiré par le projet de l'industriel italien Ermenegildo Zegna, fondateur d'Oasi Zegna, vaste espace naturel aménagé à partir des années 1930 dans les Alpes de Biella, comprenant notamment une station de sports d'hiver,.
Le premier projet d'aménagement est déposé en préfecture en juillet 1963, après plusieurs opérations de repérage à pied dans le massif, orientées par la réalisation par Aldo Villa, maçon de métier, d'une maquette du massif de Tabe en plâtre.

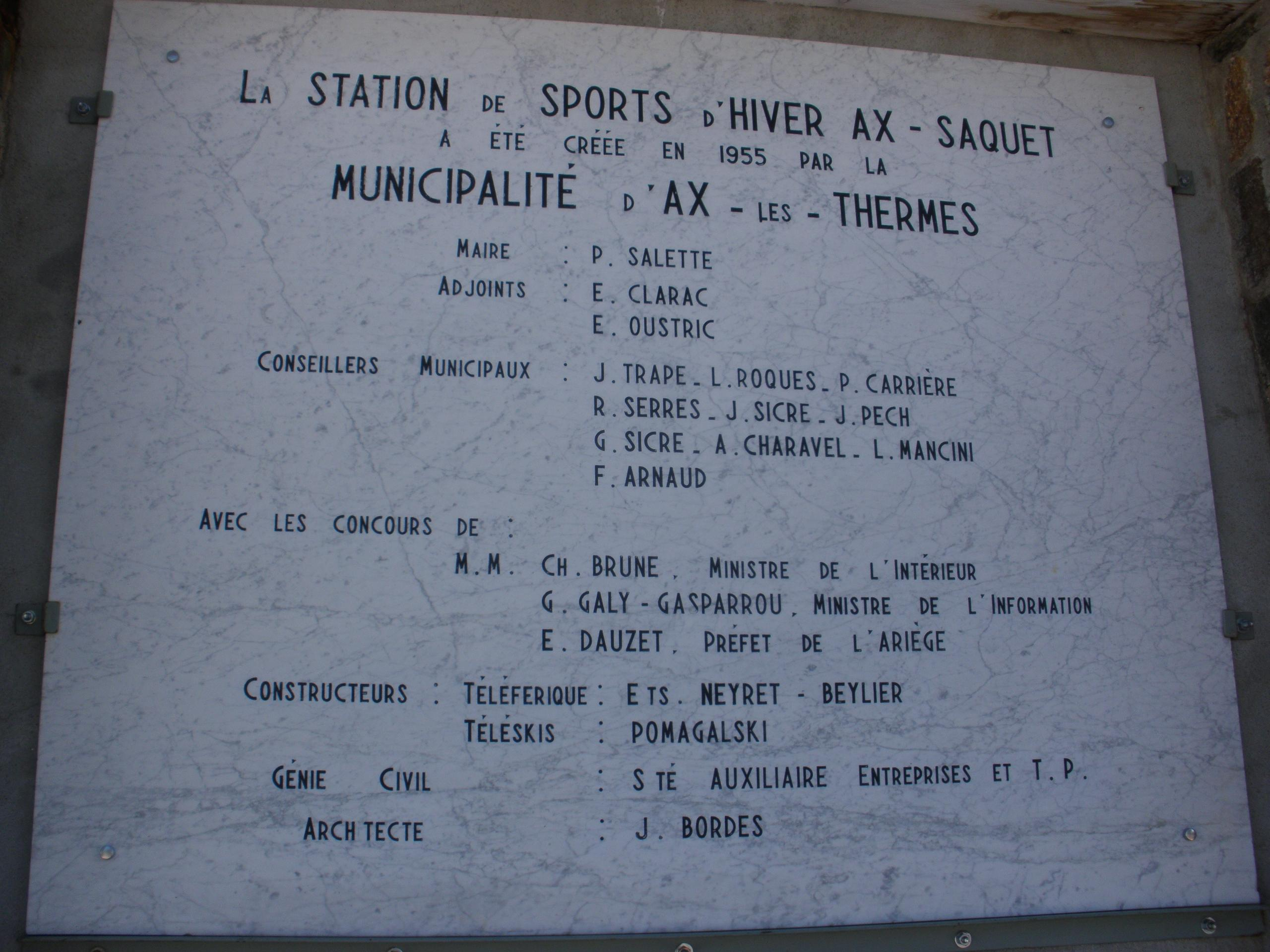
Plaque commémorative de la station d'Ax, dont le développement dans les années 1960 est nettement plus soutenu que celui de la station des Monts d'Olmes.

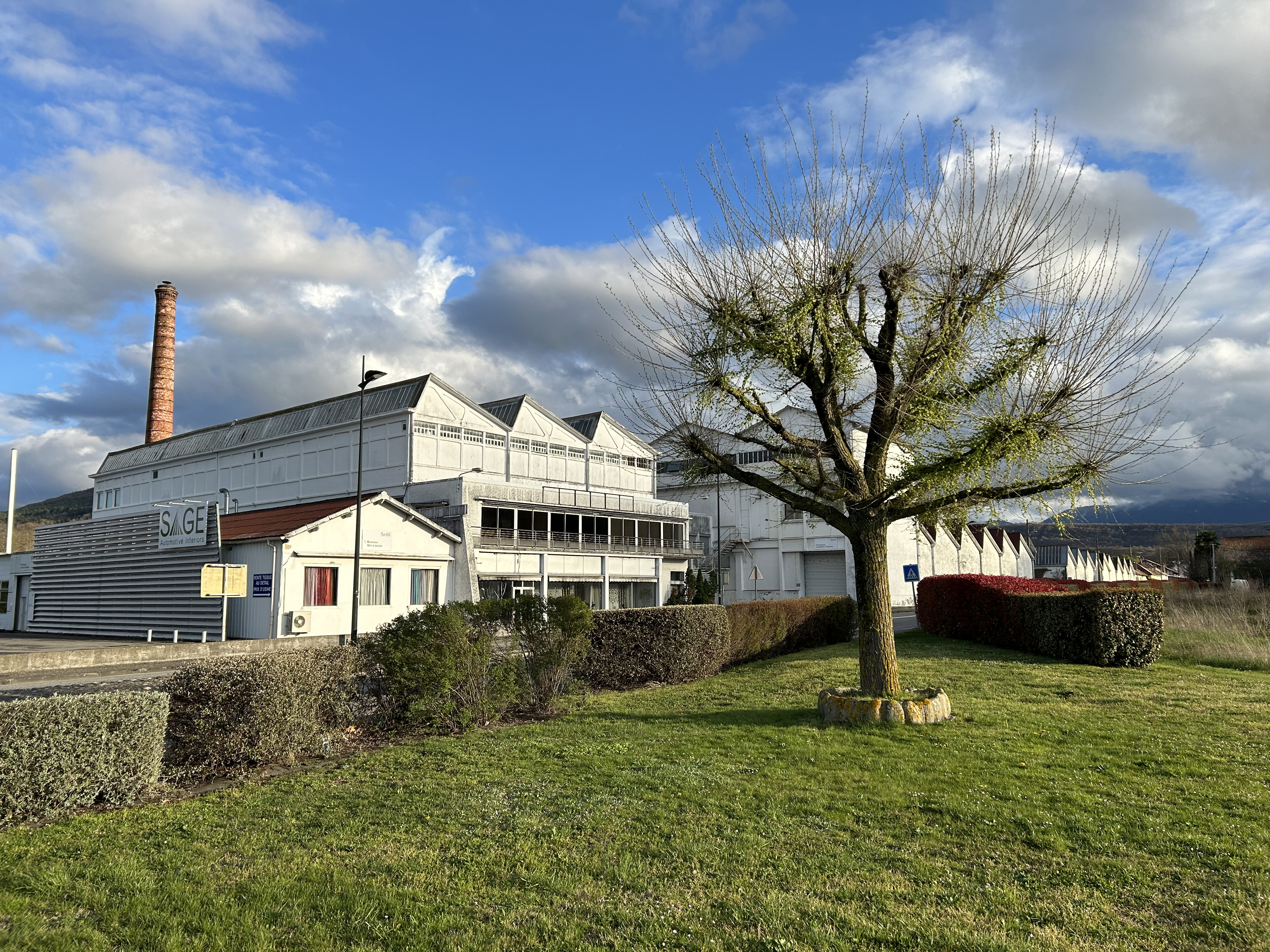
L'ancienne usine textile de Michel Thierry à Laroque-d'Olmes (ici en 2023).

Le financement du projet se heurte à la grande réticence des pouvoirs publics, qui privilégient le développement de la station d'Ax-Bonascre. Deux sociétés privées, respectivement chargées d'exploiter les remontées mécaniques (Société des téléskis des Monts d'Olmes, STMO) et d'urbaniser le terrain (Société d'études immobilières des Monts d'Olmes, SEIMO) sont mises en place. La première réunit de nombreux actionnaires, pour un total de 208 particuliers, et comprend plusieurs industriels, dont Michel Thierry ou des textiliens du Tarn voire du Nord. Un emprunt bancaire permet de compléter le budget initial La seconde achète les terrains, les viabilise et les vend pour qu'ils soient construits. Cette dissociation, décidée par André Roudière, qui dirige les deux entités, répond à un souci de répartir les risques. Des visites dans les stations alpines, notamment à La Plagne (Savoie), sont effectuées avant le lancement du chantier pour s'inspirer des méthodes d'urbanisation et de commercialisation.
La station est construite à l'emplacement d'une ancienne clairière, la jasse de la Pradeille, occupée par un orri. Les terrains sont achetés auprès du forestier Barbe, basé à Saint-Paul-de-Jarrat. Les travaux sont menés jusqu'en 1967.
Les relations difficiles entre André Roudière et l'administration, laquelle retarde son soutien au projet et critique parfois durement le projet, marquent les années de construction. L'État finit toutefois par prendre en charge l'emprunt réalisé pour construire la route d'accès, qu'il finance en partie, aux côtés des communes réunies en un syndicat intercommunal. Il subventionne aussi les équipements à destination de la jeunesse. Un crédit est également accordé pour les remontées mécaniques.
Les premières pistes ouvrent en décembre 1967, autour des premiers téléskis (Sources, Cadène, Baby, Poussin), mais l'inauguration officielle a lieu le 12 février 1968, en présence du préfet de l'Ariège, Paul Villeneuve, et des élus locaux.
L'inauguration de la station des Monts d'Olmes sert aussi les intérêts des industriels de la vallée, qui ont activement soutenu son achèvement. Ainsi, Michel Thierry tire profit de l'ouverture officielle de l'équipement pour ouvrir la nouvelle version de son magasin d'usine, intitulé « Toison d'Olmes », présenté comme étant « sur la route des Monts d'Olmes ».

### Gestion privée (1968-1999)

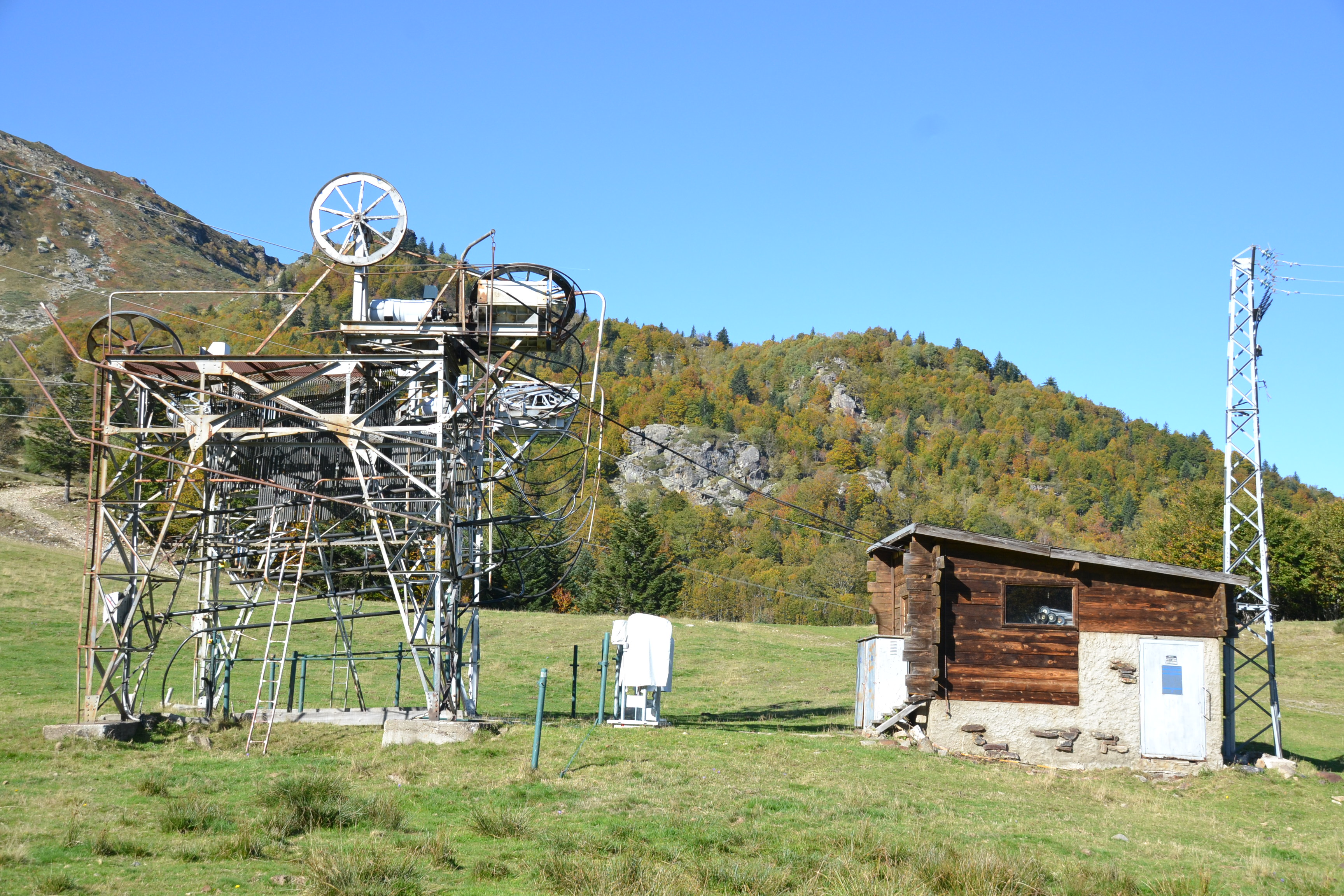
Téléski de Fagebelle, encore en place en 2019.

La deuxième saison de fonctionnement est marquée par la mise en service de quatre nouveaux téléskis (Planas, Pradeilles, double téléski de Fagebelle). La modernisation se poursuit dans les années qui suivent. Toutefois, l'indétermination des responsabilités dans le déneigement de la route d'accès, l'ajournement régulier de l'installation d'un télésiège et le calibrage insuffisant des remontées, conjugués à un enneigement aléatoire, ne servent pas la réputation de la station. La société Village Vacances Familles renonce à investir le site. Ces différents déboires donnent à voir une station « structurellement mal pensée ». En 1980, le SEATM juge son équipement « médiocre » et plaide pour une augmentation des capacités d'hébergement, de manière à compenser le très faible taux de disponibilité des lits présents. De cette préconisation découle l'agrandissement du principal immeuble, le Cristal, qui s'inscrit dans un premier temps dans le dispositif des « unités touristiques nouvelles » (UTN), introduit par le discours de Vallouise, avant revue à la baisse du programme.
L'essentiel de l'urbanisation de la station s'effectue donc dans ses vingt premières années de fonctionnement, à savoir les années 1970 et 1980.
En 1976, les ski-clubs du territoire se réunissent : les clubs de Lavelanet, Laroque-d'Olmes, Montferrier et Mirepoix fusionnent pour constituer le Ski-club des Monts d'Olmes.
À la même époque, une première stratégie de diversification de l'offre touristique, censée parer les écueils du tout-ski, est ébauchée, notamment à travers l'aménagement de parcours de ski de fond, mais cette volonté se heurte aux réticences des propriétaires forestiers. Parallèlement, les réticences des propriétaires de chalets et d'appartements à louer leurs biens persistent.
En 1987, l'exemple de la station des Monts d'Olmes apparaît dans un rapport de la Cour des comptes pointant le déséquilibre entre les charges incombant à la commune (entretien et déneigement de la voie d'accès, travaux sur les réseaux) et les responsabilités de l'exploitant privé. Les saisons 1987 à 1990, très peu enneigées, renforcent les difficultés de la station, déjà fragilisée. André Roudière cède ses parts, et la gestion de l'équipement revient dès lors à son gendre, Jean-Pierre Malecamp. Les années 1990 demeurent compliquées, avec l'obsolescence du matériel et la dégradation de l'immobilier.

### Gestion publique directe (1999-2015)

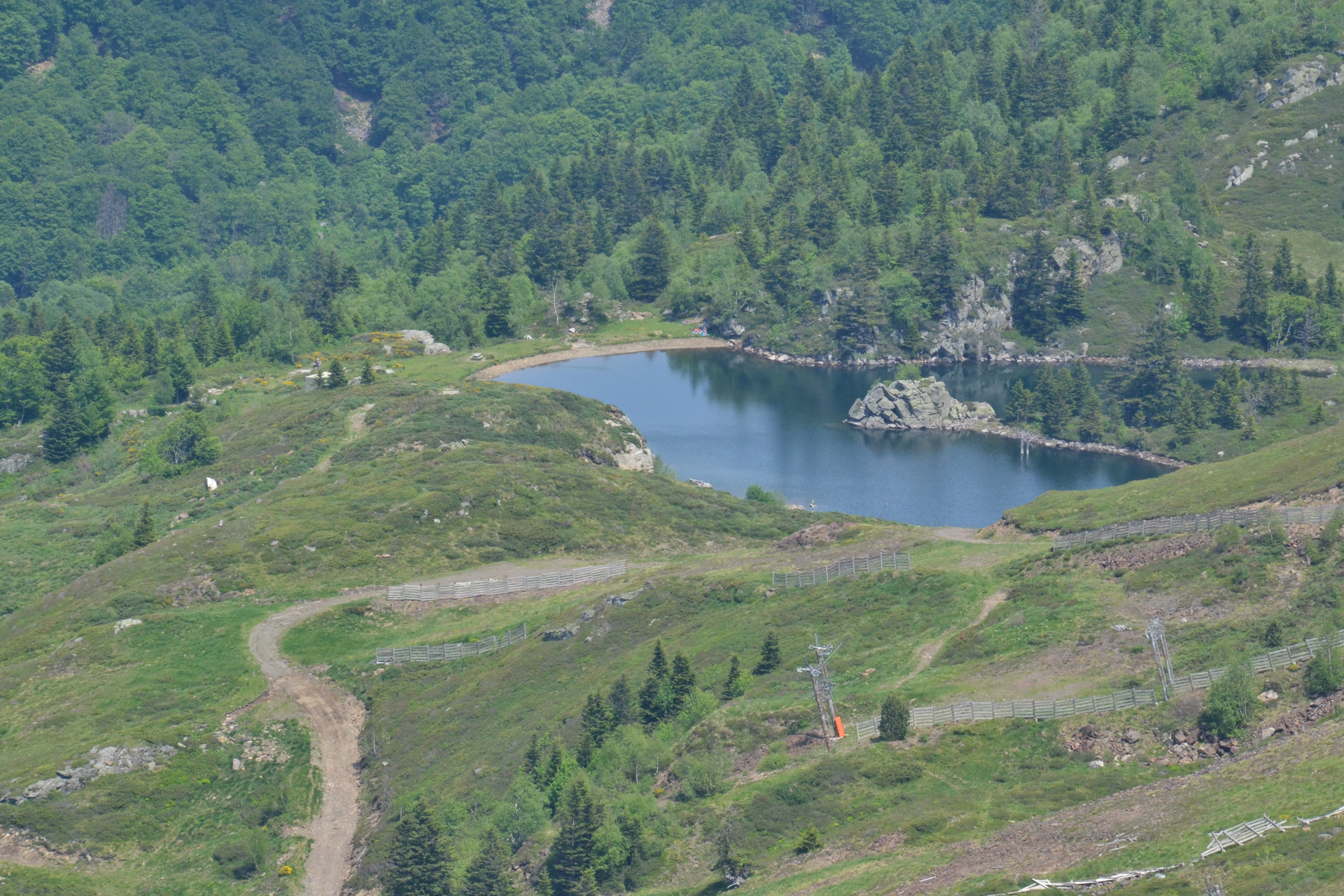
La retenue de Fagebelle, réserve pour les canons à neige de la station.

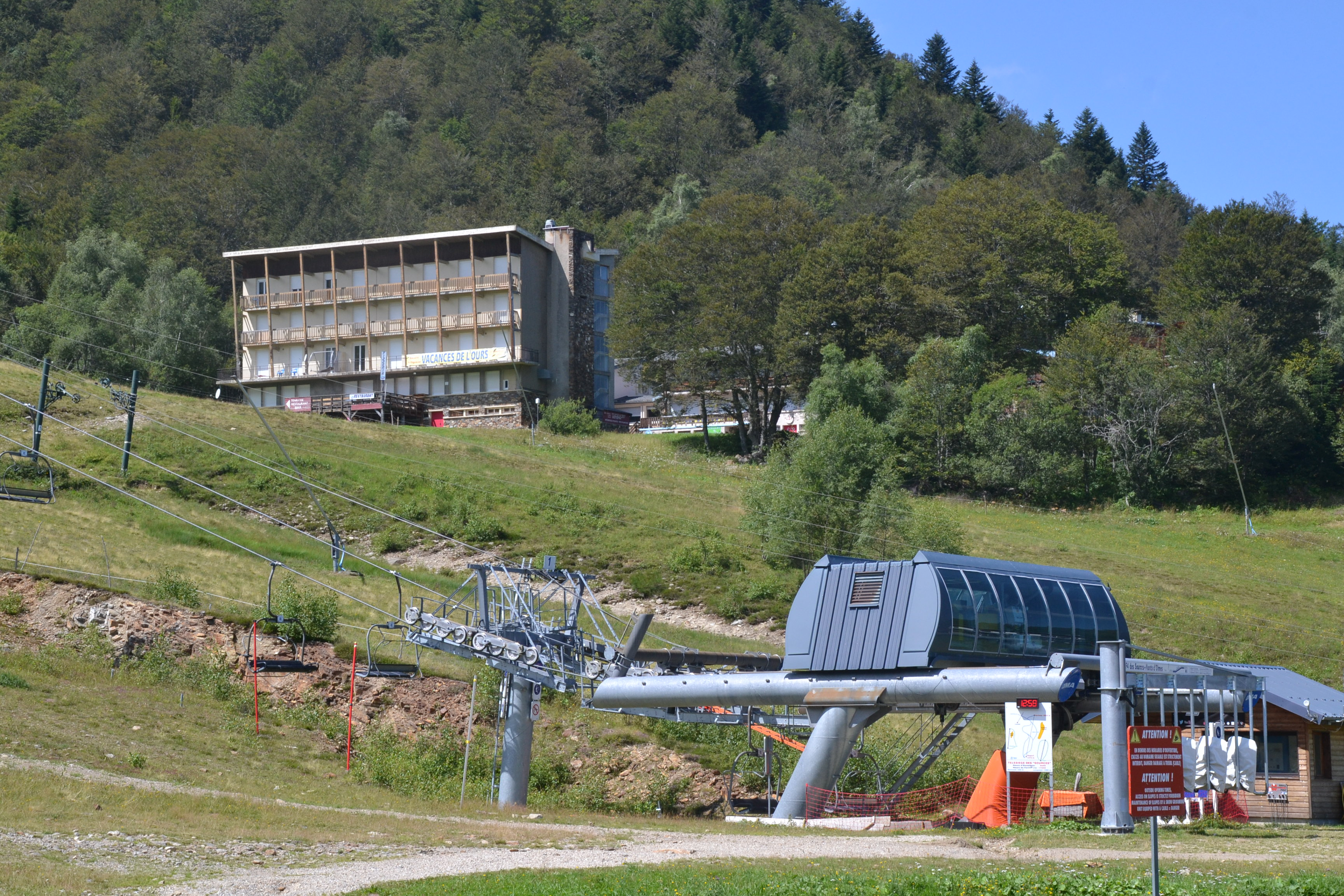
Vue sur le télésiège et le Centre montagnard de la jeunesse, en arrière-plan.

En 1999, la commune de Montferrier reprend la gestion de la station, conformément aux termes de la loi Montagne qui au terme des concessions initiales, fait des remontées mécaniques un bien public. Ce transfert suscite l'espoir d'un renouveau, autant qu'il suscite un contentieux d'ordre financier entre la collectivité et l'ancien gestionnaire privé. D'imposants travaux de modernisation sont enfin engagés : installation de 40 canons à neige et création d'une retenue artificielle pour assurer la disposition de la ressource en eau (étang de Fagebelle).
Les capacités de la commune demeurant limitées, d'autant plus dans un contexte de crise industrielle marqué par la fermeture successive des principales sociétés textiles de la vallée depuis les années 1980 (100 entreprises, 500 artisans, 5 000 emplois perdus), la communauté de communes du Pays d'Olmes reprend la gestion de la station en novembre 2003.
Cette stratégie dégage de nouveaux moyens pour poursuivre la relance de la station. Ainsi, le télésiège, prévu dès la première année de service, est enfin inauguré en 2008. Il remplace le double téléski des Sources. Si plusieurs projets immobiliers sont avancés, aucun n'aboutit toutefois.
Les travaux de modernisation portent tout de même leurs fruits. Ainsi, sur la saison 2009-2010, la station des Monts d'Olmes est mentionnée parmi les neuf des vingt stations pyrénéennes dont les ressources sont utilisées de façon optimale. Son chiffre d'affaires est alors de 1 156 000 euros, et la station emploie pour cette année 34 ETP.

### Gestion en délégation de service public (depuis 2015)
La station, propriété de la Communauté de communes du Pays d'Olmes, est gérée à partir de 2015 par la SAVASEM (Ski alpin Vallées d'Ax Société d'économie mixte), par contrat de délégation de service public.
Au début du XXIe siècle, la volonté de dynamiser la station en toutes saisons oriente la stratégie des collectivités locales et des délégataires privés. Des programmes d'animation en été, avec mise en route du télésiège, sont organisés. En 2010, ce souhait de diversification se retrouve dans le projet de création d'un « pôle touristique estival », comprenant une offre d'activités adaptée à la saison d'été (tir à l'arc, « agorespace », pêche, paintball). La stratégie de développement touristique des acteurs publics locaux (intercommunalité, département) intègre la station, notamment derrière le concept de « 4M » (Montségur, Monts d'Olmes, Mirepoix, Montbel). Le souhait d'orienter la stratégie de développement de la station vers une reconnexion à l'environnement naturel, apparaît dans les objectifs fixés par l'inscription en 2019 du territoire intercommunal dans le dispositif « Territoires Engagés pour la Nature ». À la même époque, la paysagiste Obéline Panié-Dujac esquisse à travers un projet de fin d'études une stratégie de préservation accrue de la ressource en eau et propose une reforestation du site,.

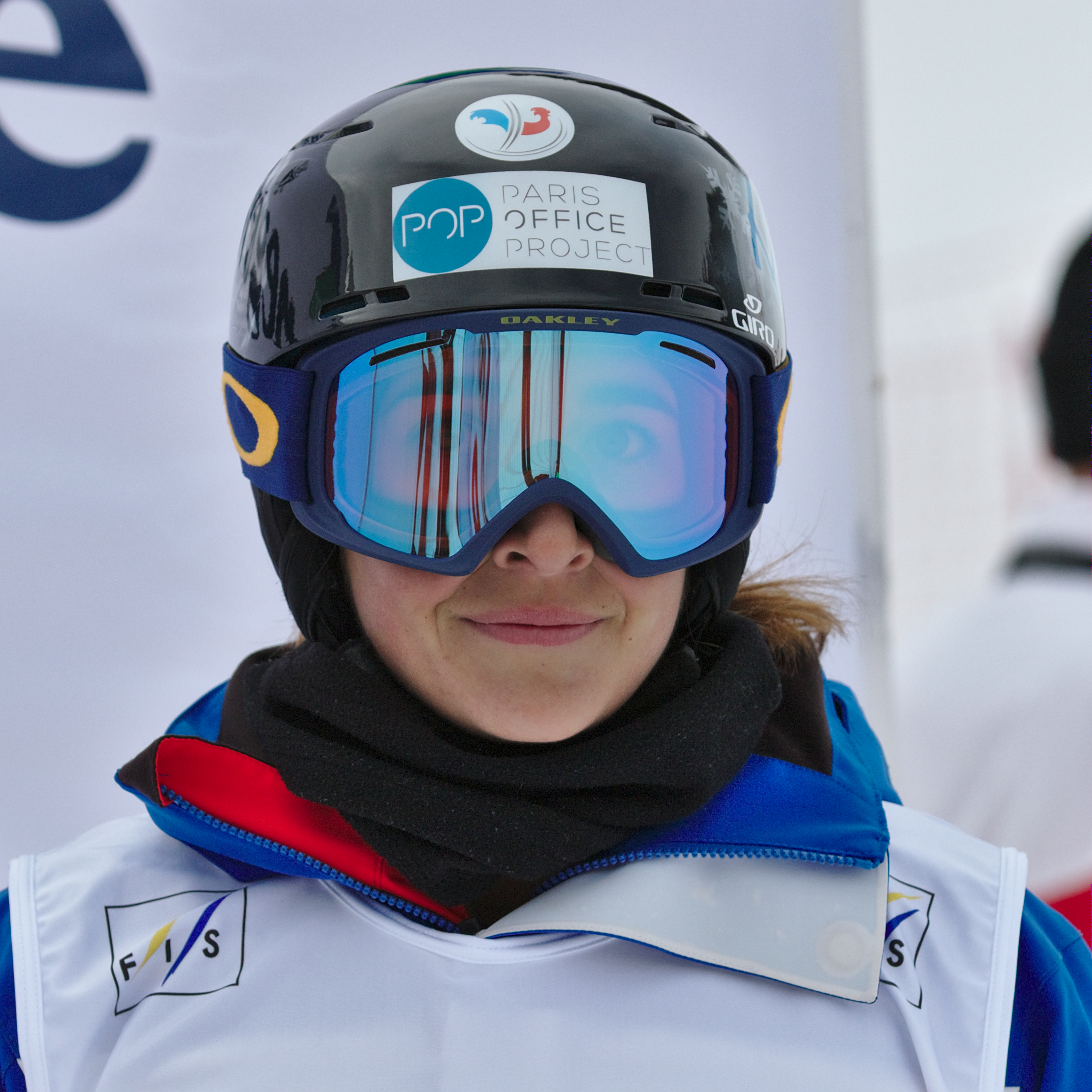
Native de Lavelanet, la championne de ski de bosses Perrine Laffont (ici en 2015) débute le ski aux Monts d'Olmes dans les années 2000.

C'est dans cette station que Perrine Laffont, championne olympique 2018 de ski de bosses et sextuple championne du monde, a débuté très jeune le ski. Son père, Jean-Jacques, ancien skieur de bosses devenu entraîneur, et sa mère, Dominique, présidente du club de bosses des Monts d'Olmes, l'ont initiée sur les pistes de la station,, où ils vivaient chaque saison hivernale. À partir de 2014 et de sa qualification en finale olympique à Sotchi, chacun de ses principaux exploits sportifs génère une animation particulière aux Monts d'Olmes. Chaque hiver, une journée festive en présence de Perrine Laffont est organisée,,. Perrine Laffont se dit elle-même soucieuse de l'amoindrissement de la neige dans la station.

### Projets de développement
Le lancement à la fin des années 2010 d'une « Opération Grand Site », visant l'attribution du label Grand Site de France au site voisin de Montségur, de son château et de ses abords, concerne aussi la station, dont le devenir est associé aux réflexions visant à l'établissement du plan de gestion du futur Grand Site. La station apparaît ainsi comme l'un des sites touristiques majeurs aux abords immédiats de l'opération. Le soutien à un « tourisme doux » et aux sports de pleine nature sont mentionnés dans la stratégie qui accompagne l'Opération.
La multiplication des friches industrielles issues de la déprise économique du bassin textile du pays d'Olmes, suscite l'émergence de projets de requalification ; un atelier organisé en 2015 initie le principe d'une plate-forme multimodale à l'emplacement de l'ancienne usine SAB de Montferrier, d'où des navettes partiraient pour desservir Montségur et la station des Monts d'Olmes. La friche est effectivement démolie en 2021, après réalisation de son inventaire.
Début 2025, après plusieurs années d'attente, de nouveaux locaux techniques sont inaugurés.

## La station

### Plan

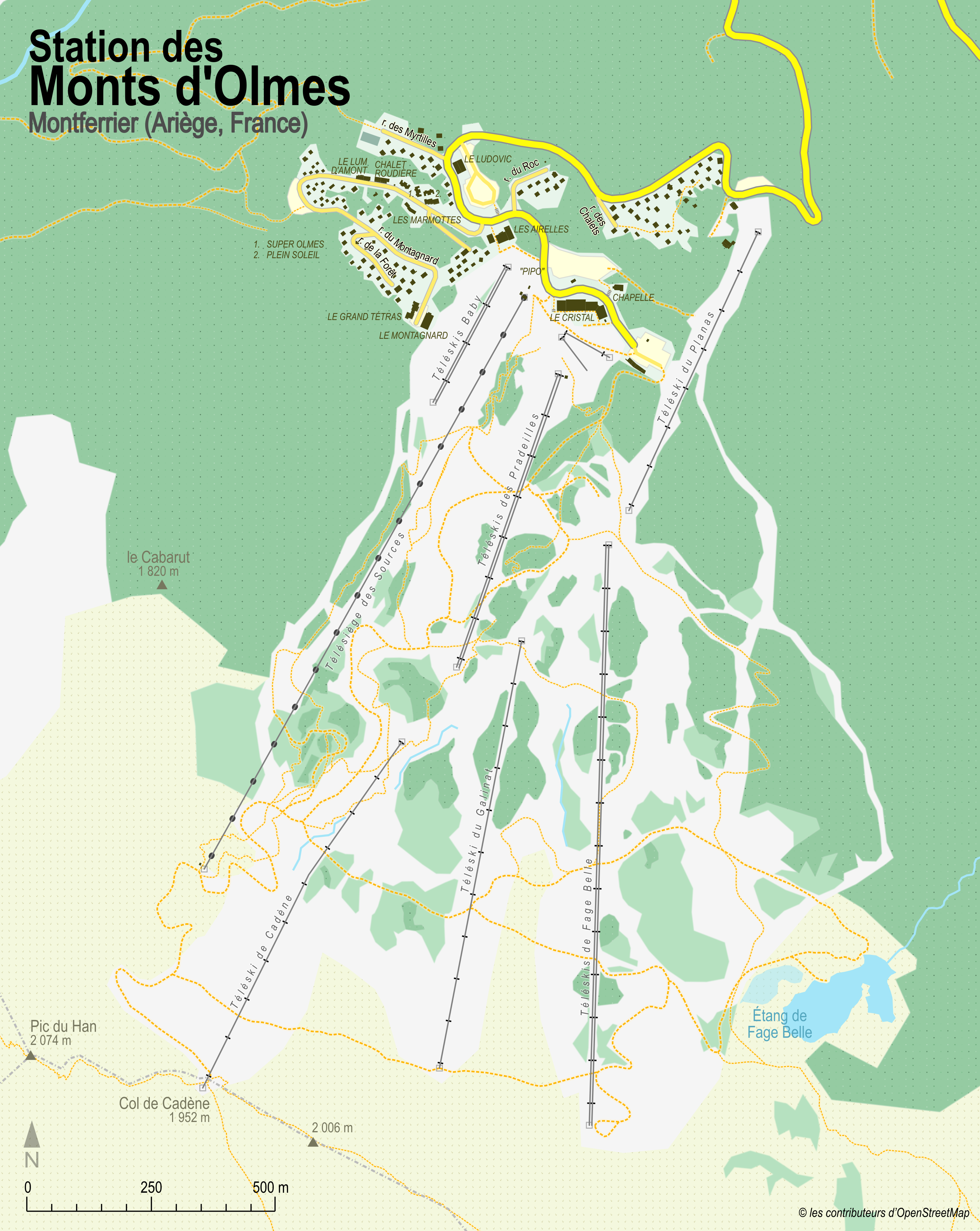
Plan de la station.
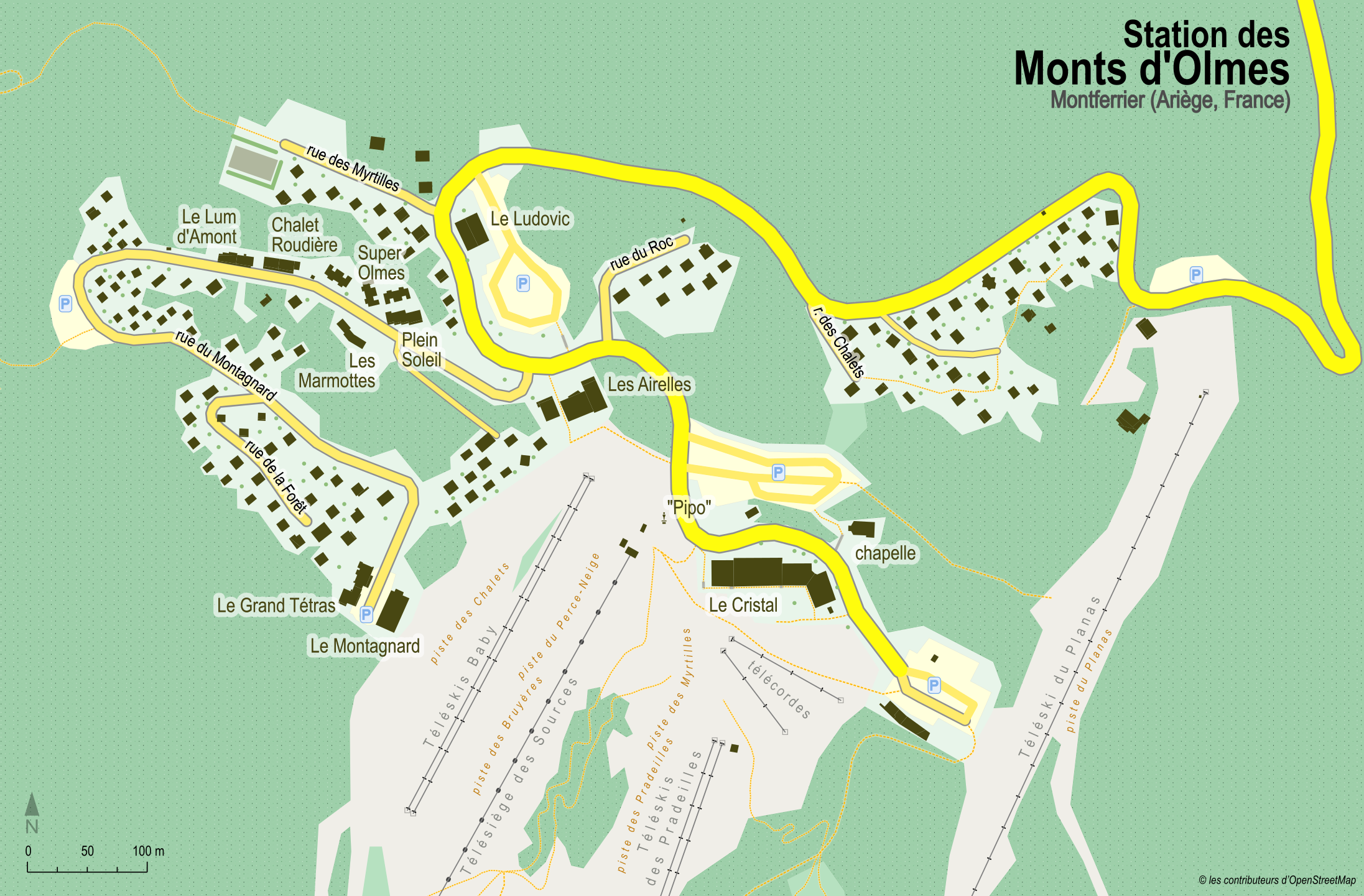
Plan resserré de la station.

### Domaine skiable

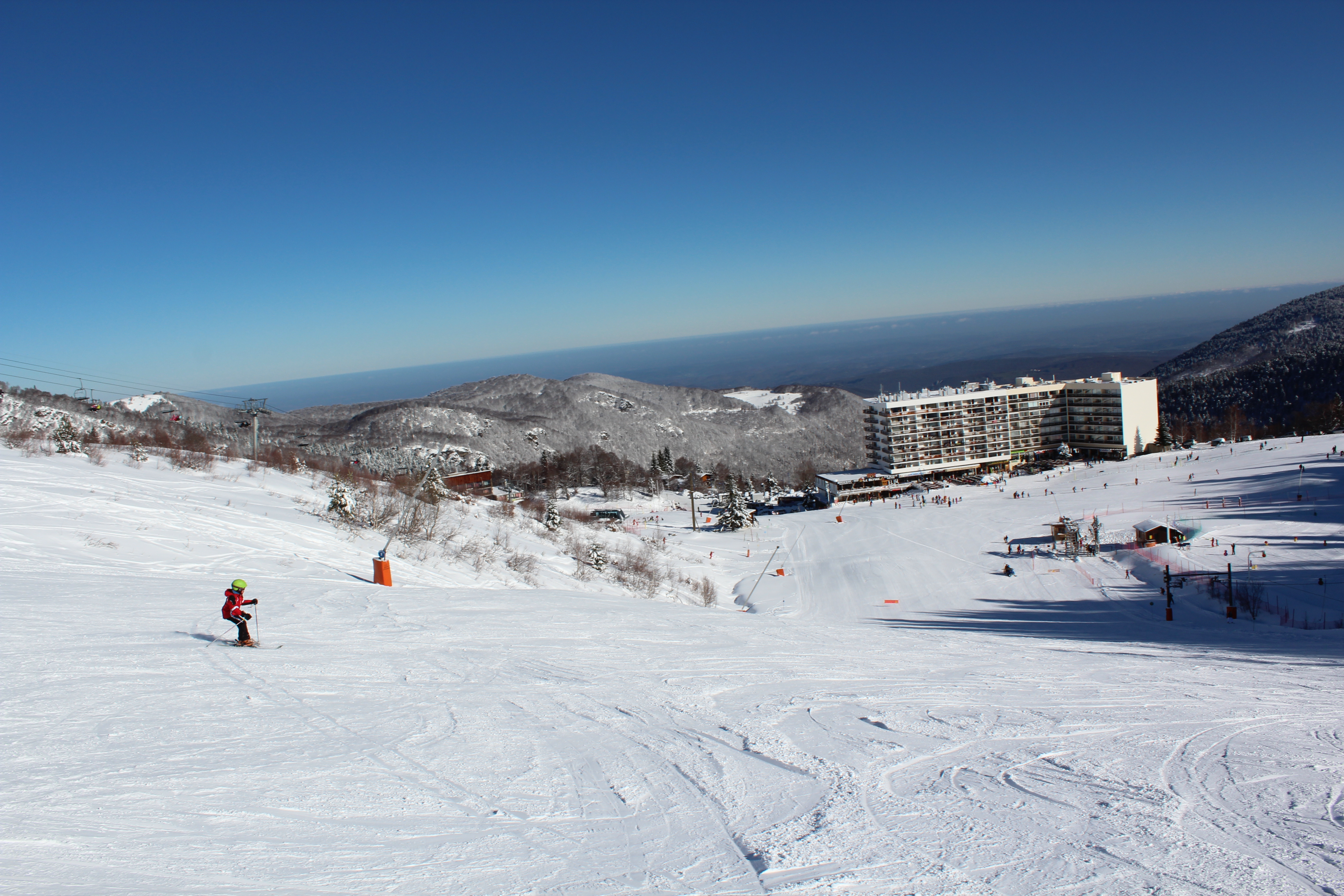
Vue hivernale du bas des pistes.

#### Pistes
Le domaine skiable s'étend sur 300 hectares. Les pistes convergent presque toutes vers le front de neige, formant une sorte d'entonnoir, caractéristique des stations des Alpes.
La station des Monts d'Olmes se caractérise par 23 km de pistes dotées de près de 80 canons à neiges et 21 pistes dont :
- 8 pistes vertes
- 3 pistes bleues
- 8 pistes rouges
- 2 pistes noires.

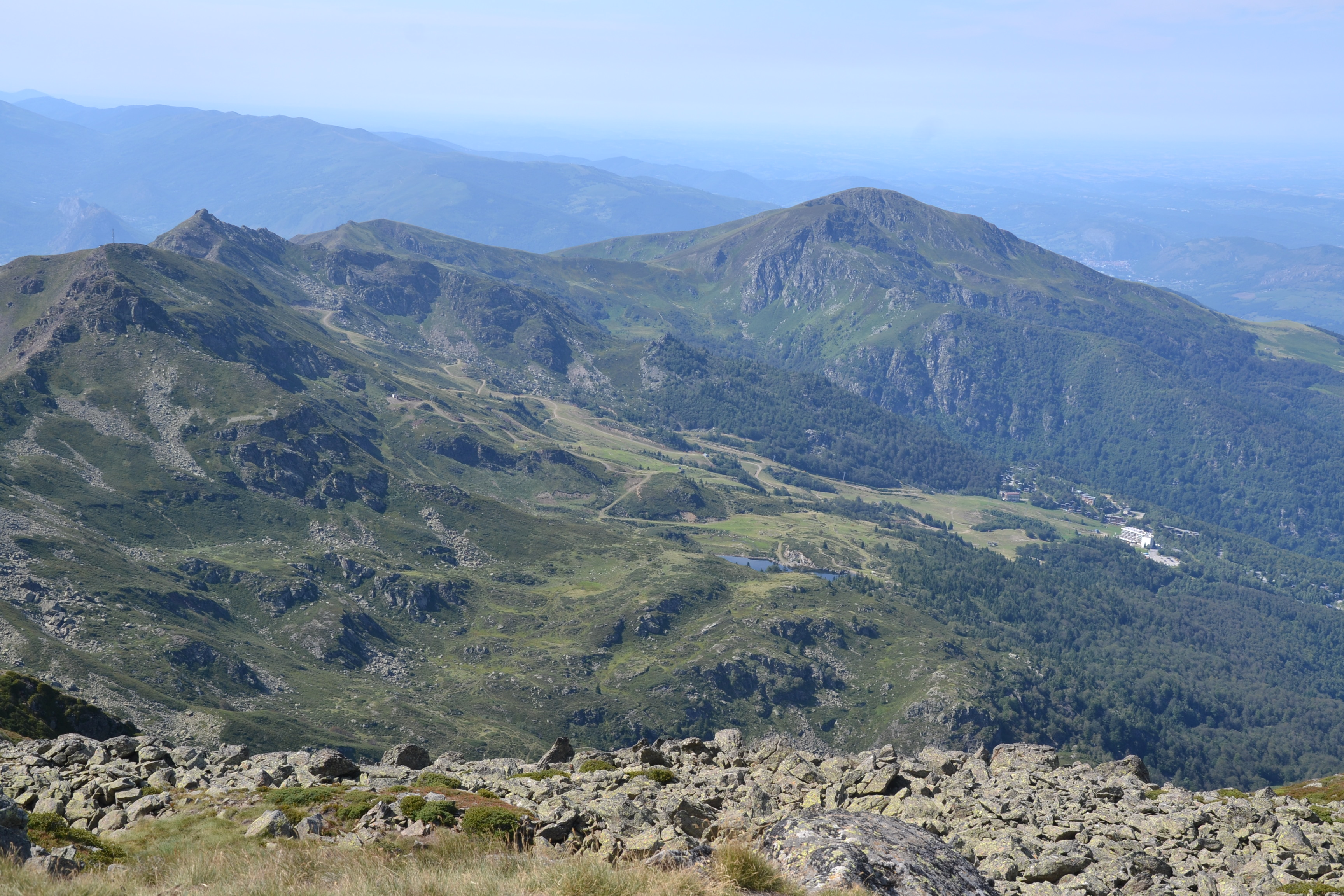
Vue estivale des pistes depuis les crêtes.
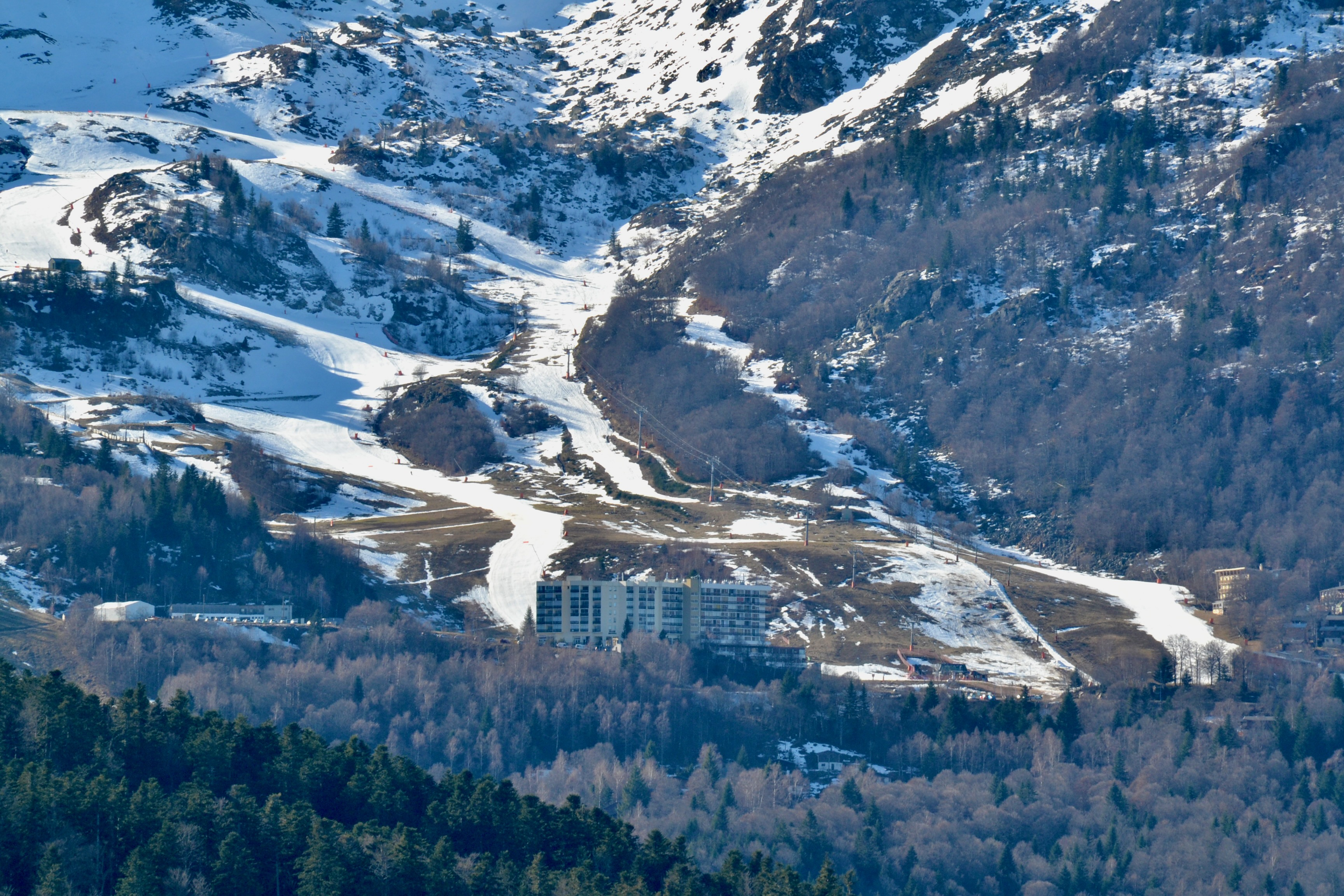
Vue partielle du bas des pistes en hiver, depuis le bois de Montminier.

#### Remontées mécaniques
Les remontées mécaniques d'origine sont construites par l'entreprise Montaz & Mautino, sous licence Poma pour ce qui concerne les téléskis. Les télécordes sont respectivement produits par Poma, Montagner et Schippers.
Elles sont au nombre de 12, comprenant un télésiège.
|                    | Type      | Longueur | Altitude (départ ; arrivée) | Date d'installation | Capacité (nb/h) |
| Baby 1             | Téléski   | 345 m    | 1 471 — 1 535               | 1966                | 800             |
| Cadène             | Téléski   | 821 m    | 1 667 — 1 947               | 1967                | 604             |
| Fage Belle 1       | Téléski   | 1 225 m  | 1 551 — 1 907               | 1968                | 600             |
| Fage Belle 2       | Téléski   | 1 225 m  | 1 551 — 1 907               | 1968                | 600             |
| Planas             | Téléski   | 604 m    | 1 405 — 1 550               | 1968                | 604             |
| Pradeille 1        | Téléski   | 690 m    | 1 488 — 1 623               | 1968                | 645             |
| Baby 2             | Téléski   | 308 m    | 1 471 — 1 535               | 1971                | 650             |
| Le Galinat         | Téléski   | 910 m    | 1 580 — 1 891               | 1972                | 790             |
| Pradeille 2        | Téléski   | 690 m    | 1 488 — 1 623               | 1972                | 900             |
| Poussins           | Télécorde | 110 m    | 1 484 — 1 493               | 2000                | 1 400           |
| Poussins-Pitchouns | Télécorde | 88 m     | 1 484 — 1 489               | 2006                | 1 400           |
| Sources            | Télésiège | 1 303 m  | 1 476 — 1 804               | 2007                | 2 045           |

La station propose aussi un espace enfant, un espace freestyle, un espace freeride et un boarder-cross. Depuis 2007, un télésiège à 4 places permet d'accéder à l'ensemble du domaine avec les 6 autres téléskis.

### Urbanisme et architecture

#### Généralités
La station s'organise autour d'une demi-douzaine d'équipements collectifs et de nombreux chalets individuels. Les constructions se répartissent en sept lots distincts, et sont comprises entre 1 398 et 1 510 m d'altitude.
À la demande de la Société d'études immobilières des Monts d'Olmes, le premier plan d'urbanisation de la station, dans les années 1960, est réalisé par les architectes Pierre Biagioni, Jean-Marc Legrand, impliqué à Courchevel au sein de l'Atelier d'architecture en montagne et Jean Sakarovitch. Il est à noter que le premier projet prévoyait une extension des pistes sur le versant sud du massif (Senconac, Caychax, étang d'Appy). Le skieur Émile Allais, quadruple champion du monde dans les années 1930, apporte aussi son expertise en tant que « conseiller technique ». Le plan d'urbanisation tel que validé le 25 janvier 1967 par le Service d’étude et d’aménagement touristique de la montagne détermine une superficie à bâtir de 40 000 m2 sur une aire globale de 13 ha, soit environ 26 % de la station.
Le premier plan de lotissement, approuvé par la préfecture le 29 août 1969, prévoyait 200 maisons individuelles et 100 petits édifices collectifs, soit nettement plus que ce qui a effectivement été construit.

#### Voirie

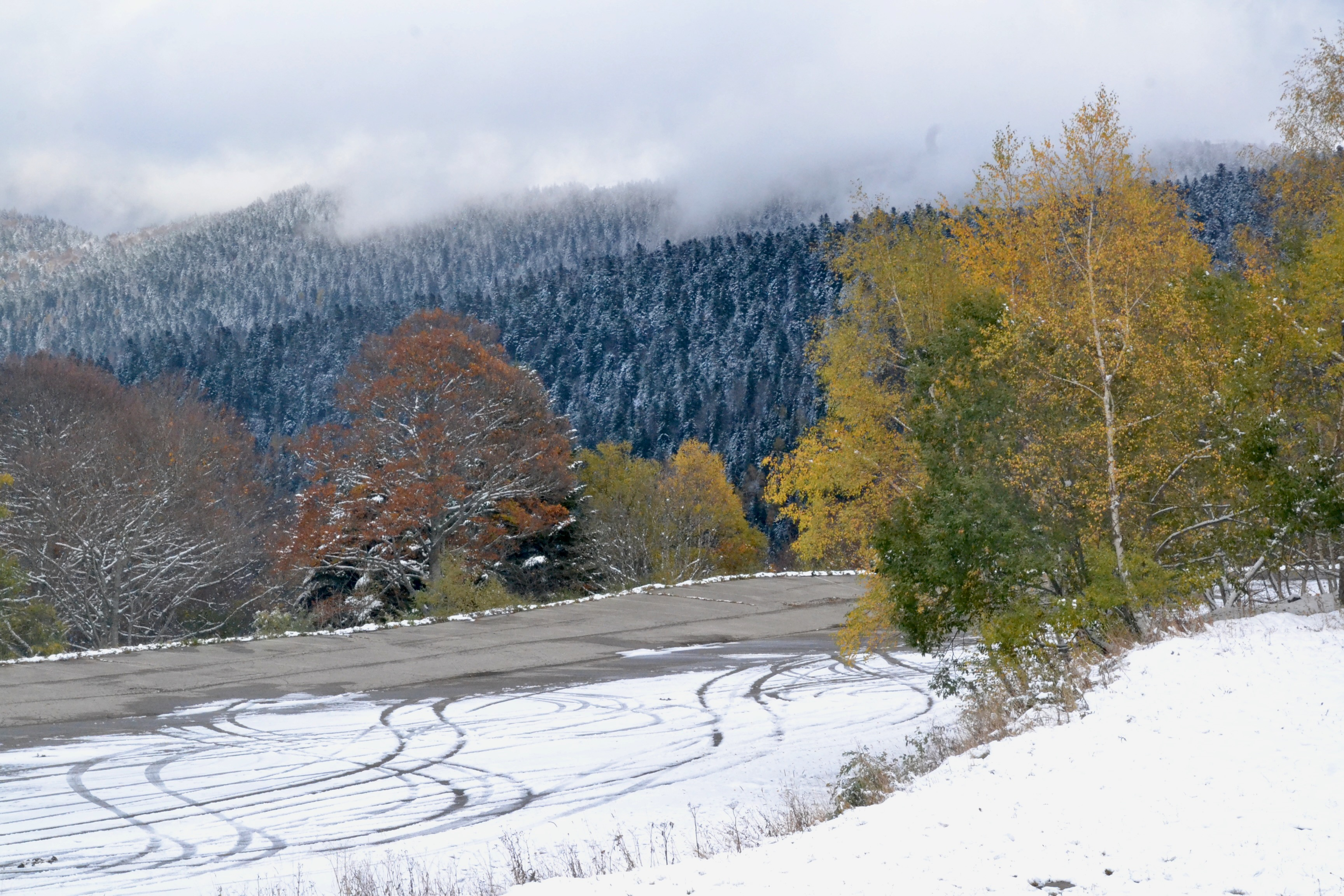
Un des parkings de la station.

Cinq rues ont reçu un odonyme : rue des Chalets, rue des Myrtilles, rue du Montagnard, rue de la Forêt, rue du Roc. La route principale n'en porte pas.
L'urbanisme de la station est marqué par l'omniprésence des voies routières et l'absence de séparation entre circulations motorisées et circulations pédestres. Il existe trois parkings principaux, étagés à 1 450 m, 1 465 m et 1 490 m.

#### Équipements collectifs
Le Cristal

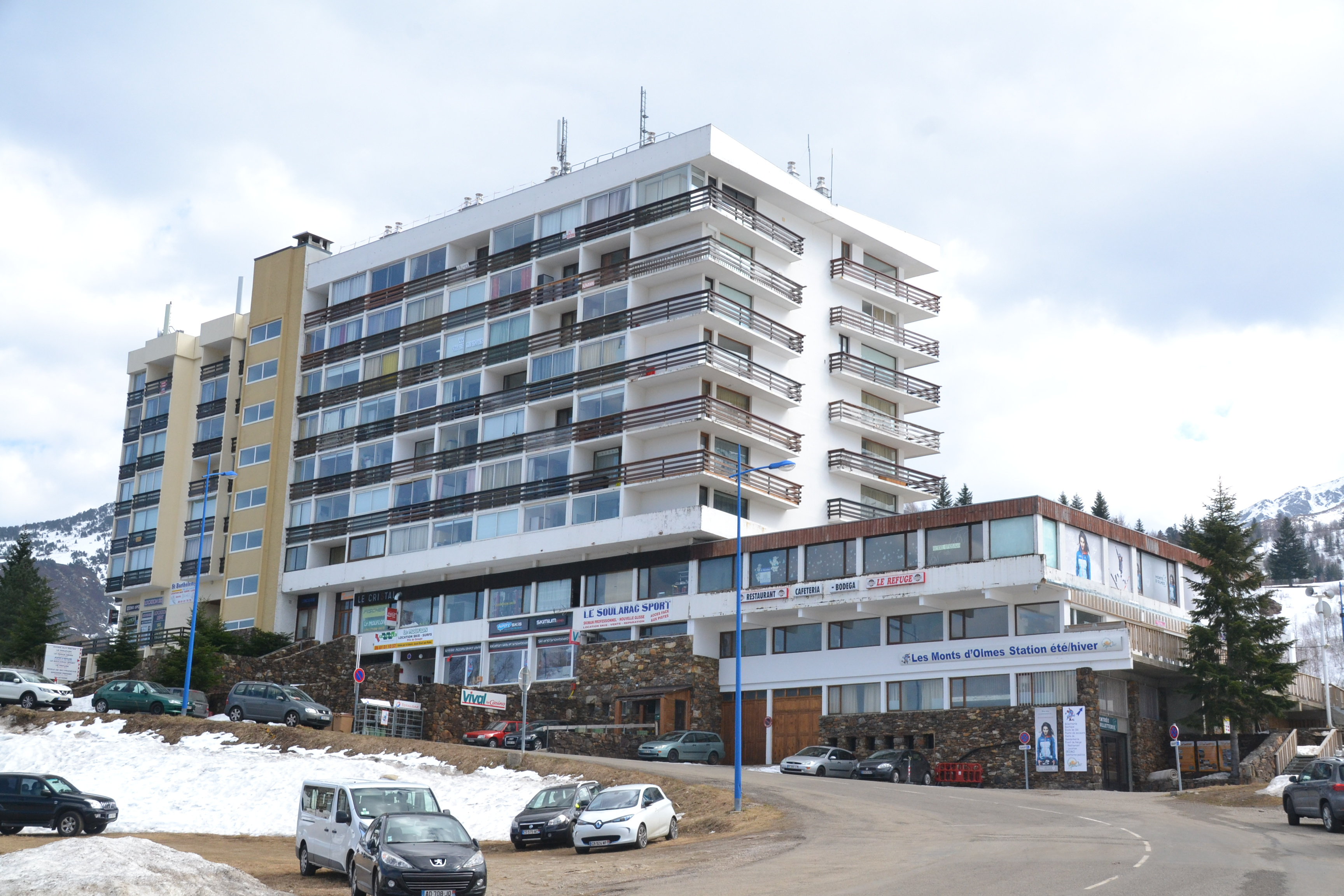
Le Cristal.

La station comprend plusieurs immeubles. Le principal d'entre-eux est le « Cristal », le plus imposant des édifices du front de neige, précisément conçu par Jean-Marc Legrand et Jean Sakarovitch et comprenant 98 appartements,. L'immeuble est ouvert lors de la saison 1969-1970. Dans sa partie basse, il comprend une galerie marchande, un restaurant, l'école de ski, un bureau de poste, le bureau de la gendarmerie et les bureaux de la direction de la station. En 1980, il fait l'objet d'une extension, moindre qu'un temps envisagée, sur des plans de l'architecte Robert Morlon. C'est la société Merlin immobilier, responsable de l'urbanisation de la station vendéenne de Saint-Jean-de-Monts, qui pilote ce programme, qui s'inscrit dans la volonté d'augmenter les capacités d'accueil de la station, en crise dans les années 1970.

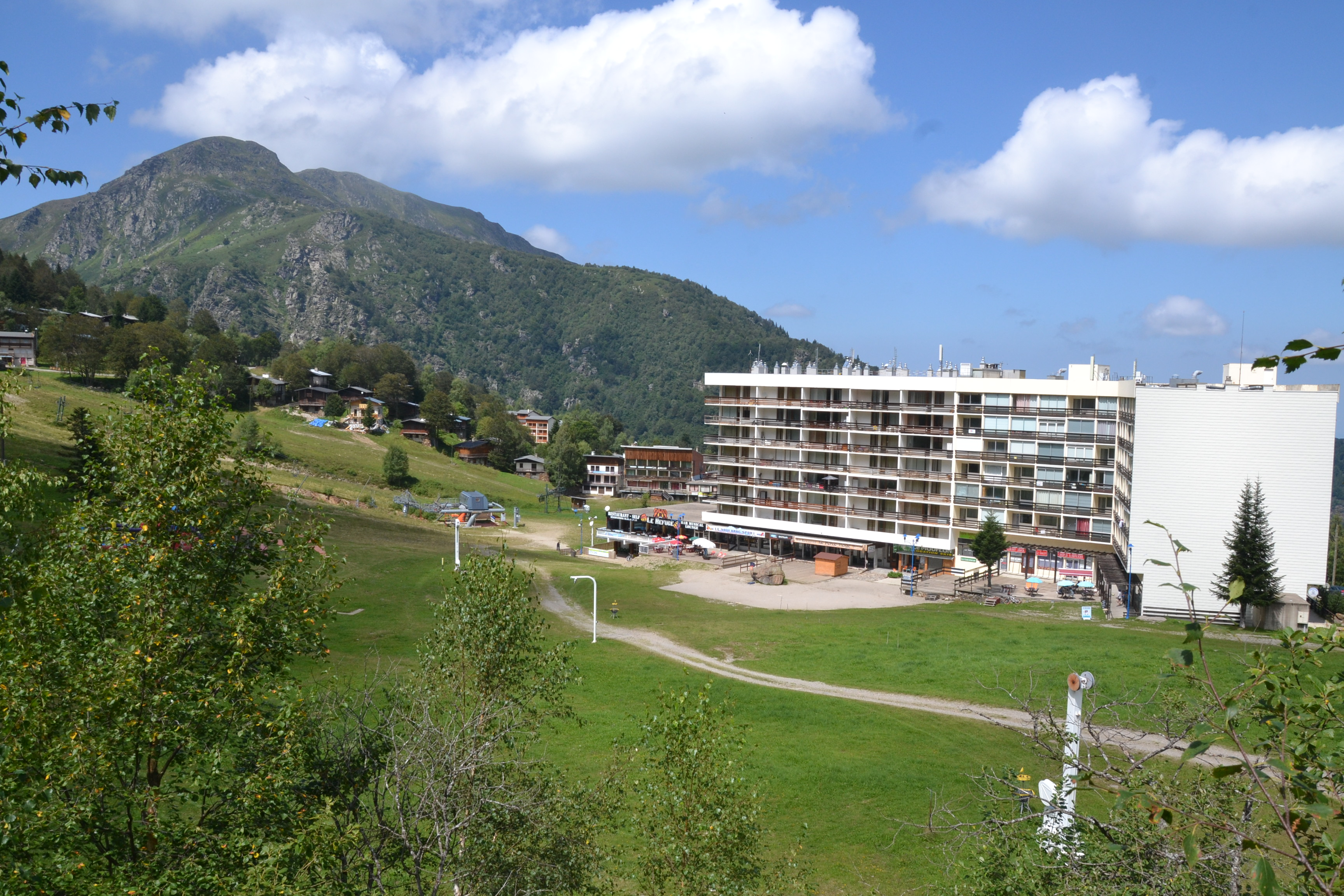
Le Cristal vu depuis le chemin de randonnée.
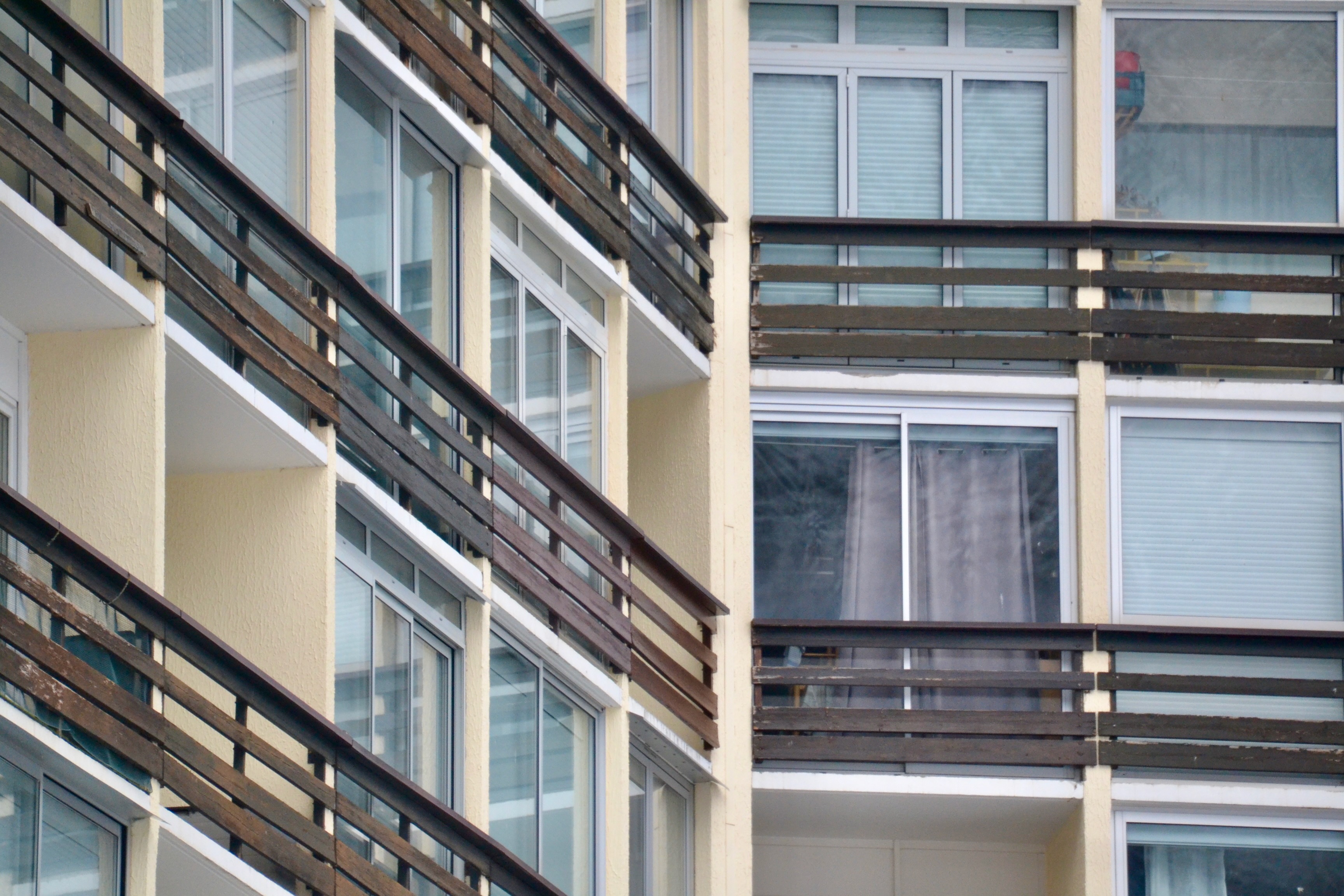
Détail.
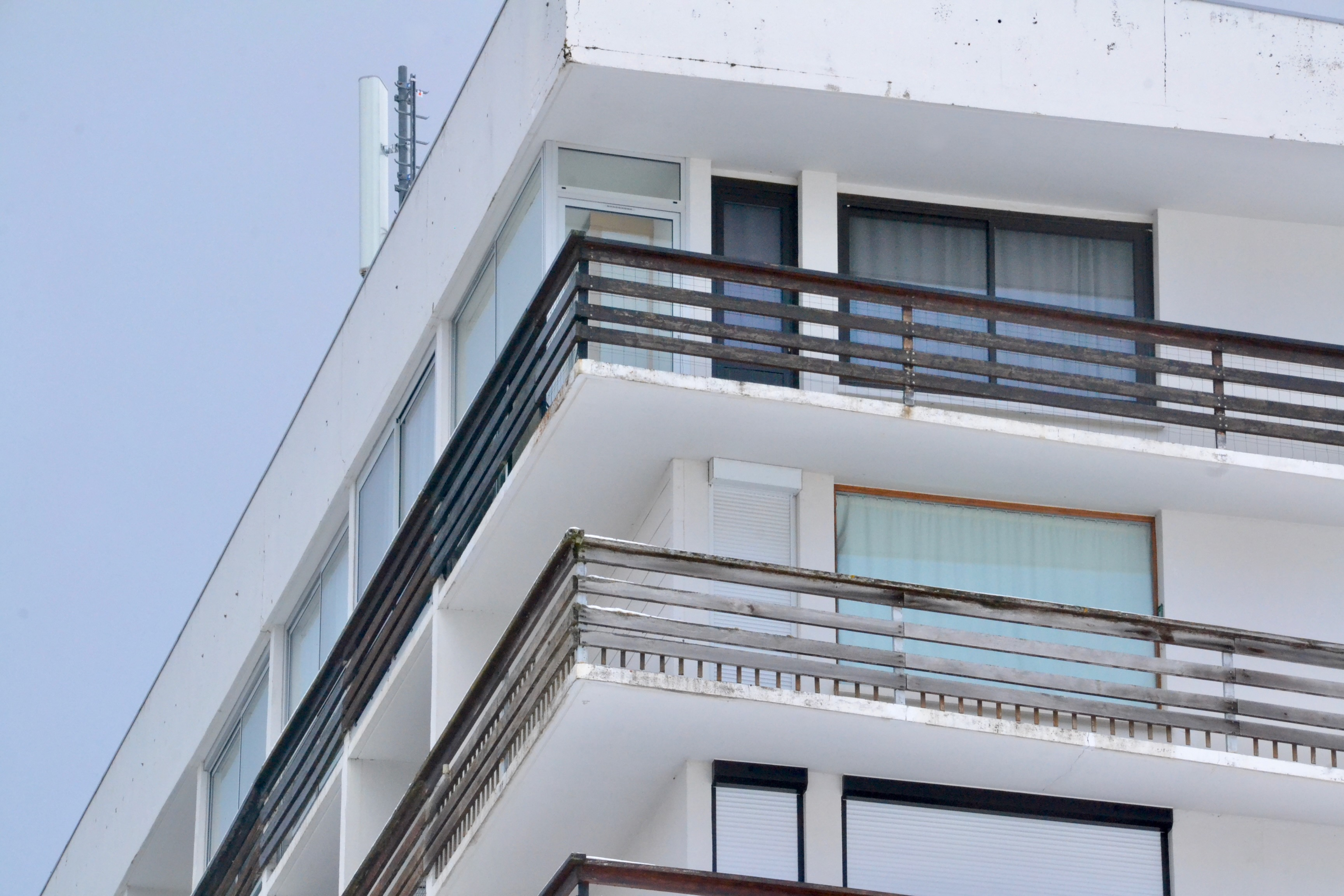
Détail.

L'hôtel-restaurant Les Airelles
Il s'agit du premier hôtel de la station, propriété du mécanicien et rugbyman du Stade lavelanétien Yves Taffine. L'édifice est agrandi au milieu des années 1970, et devient propriété des banquiers de Lavelanet, les De Roaldès. Plus tard, les loggias et balcons en façade sud sont fermées par des vitres, avant fermeture totale de l'hôtel dans les années 2000. La façade est marquée par un essentage de bois fermant l'étage de combles.

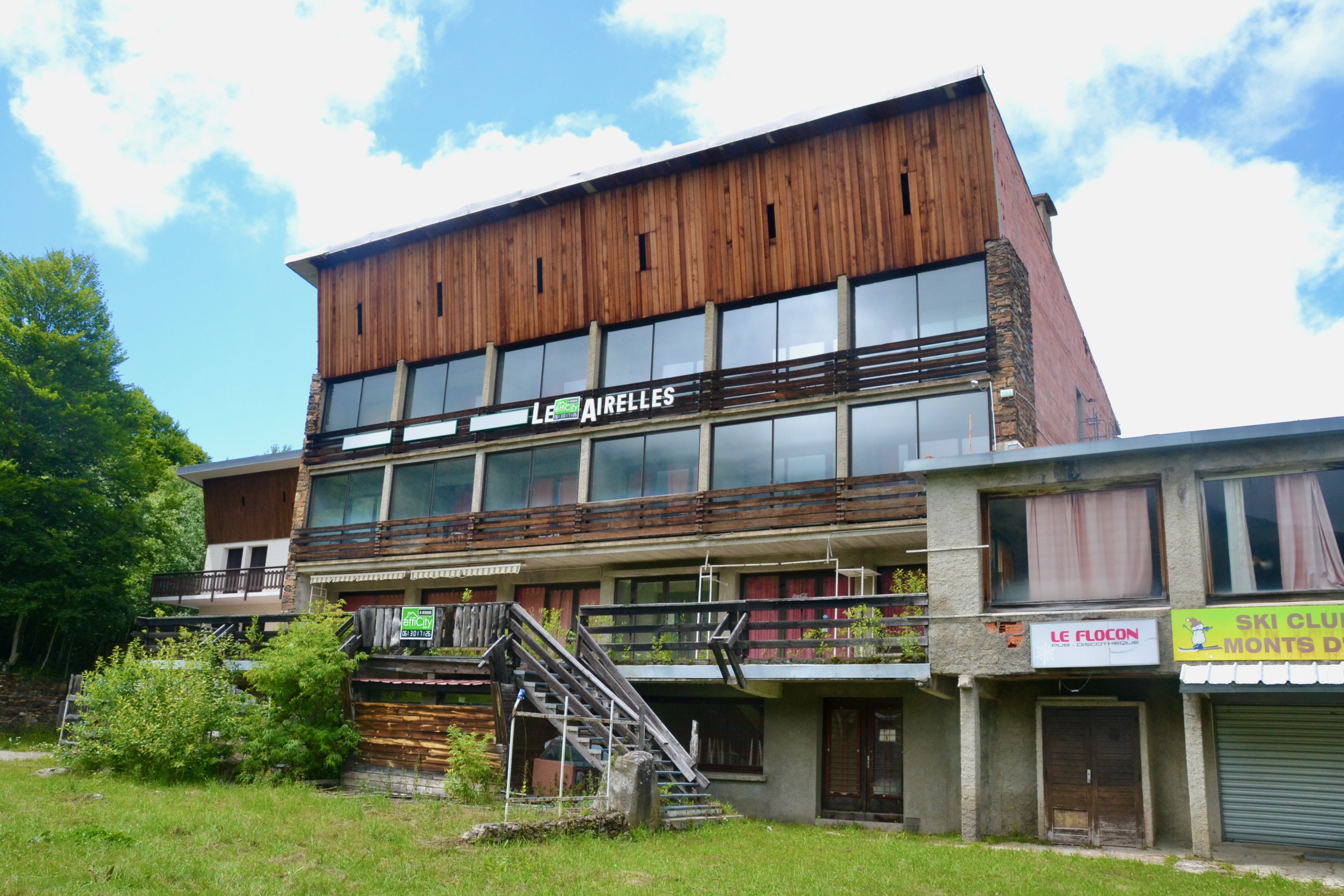
L'ancien hôtel-restaurant des Airelles.
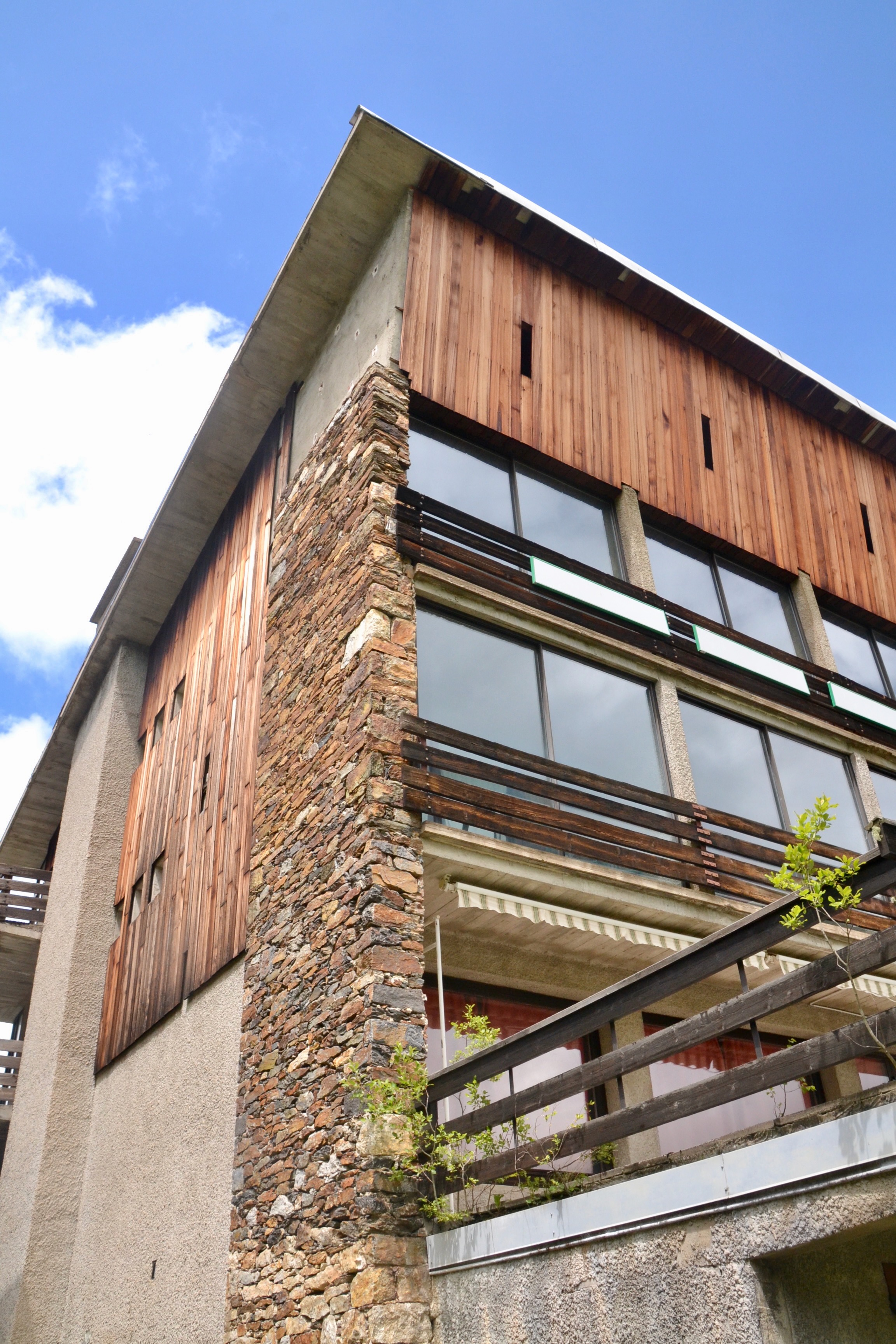
L'ancien hôtel-restaurant des Airelles (détail).

Le chalet de l'ASPTT
Ce bâtiment est construit entre 1969 et 1971 sur des plans de l'architecte Jean Bordes, connu pour la reconstruction du bourg de Rimont après sa destruction en 1944 ou la construction du centre culturel de Foix. Agrandi quelques années plus tard, ce chalet est désormais connu sous le nom de « Le Grand Tétras »,.
Le Centre montagnard de la jeunesse
Cet immeuble, édifié à partir de plans de l'architecte René Laberty, de Pamiers, est désormais connu sous le nom de « Le Montagnard ». Son architecture est parmi les plus originales de la station, comprenant une toiture à pans inversés soutenue par des aisseliers en bois. Son inauguration a lieu en présence de Jacques Limouzy, ministre du gouvernement Chaban-Delmas et maire de Castres (Tarn), dont les classes fréquentent rapidement l'établissement.

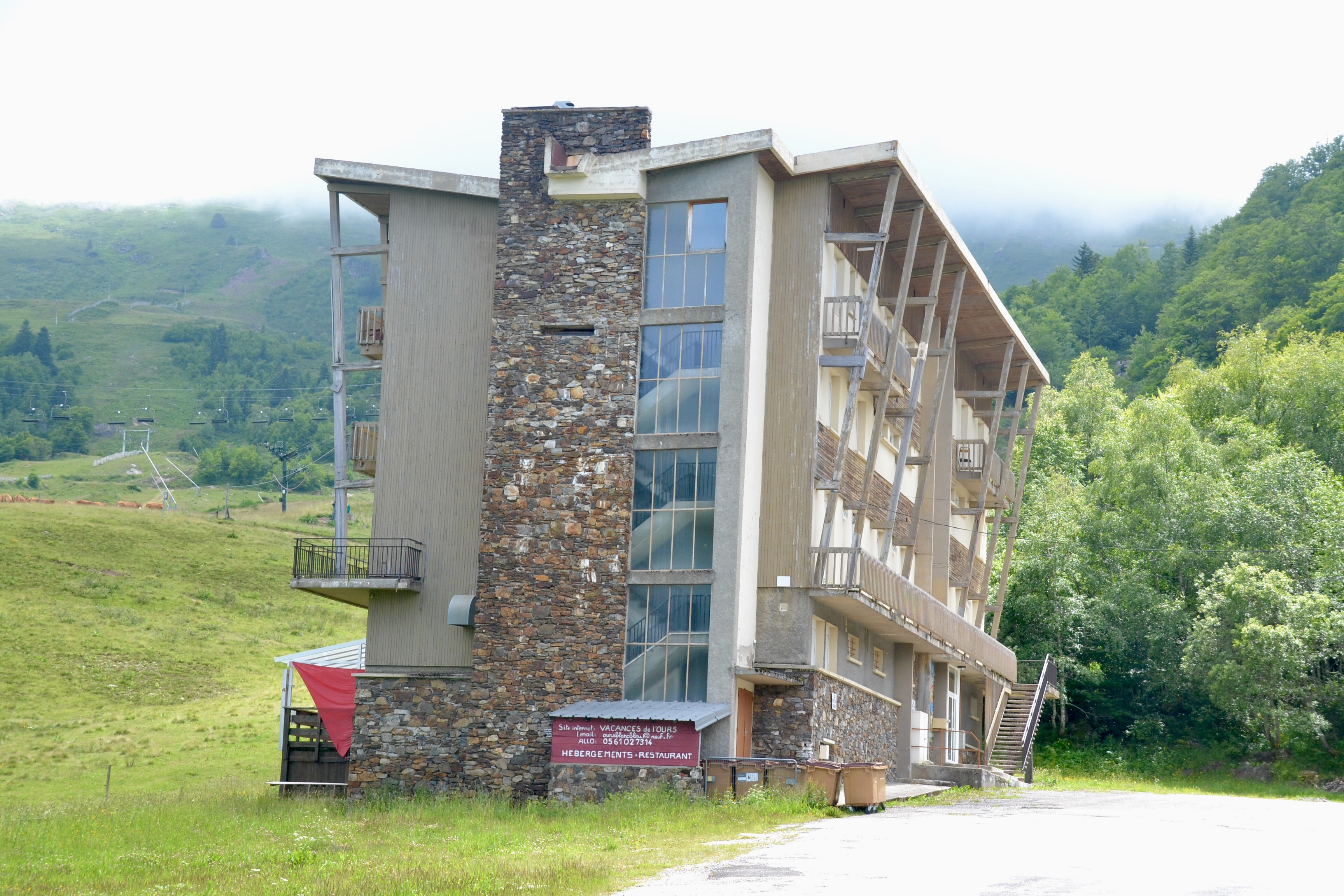
Le Montagnard (vu depuis la rue).
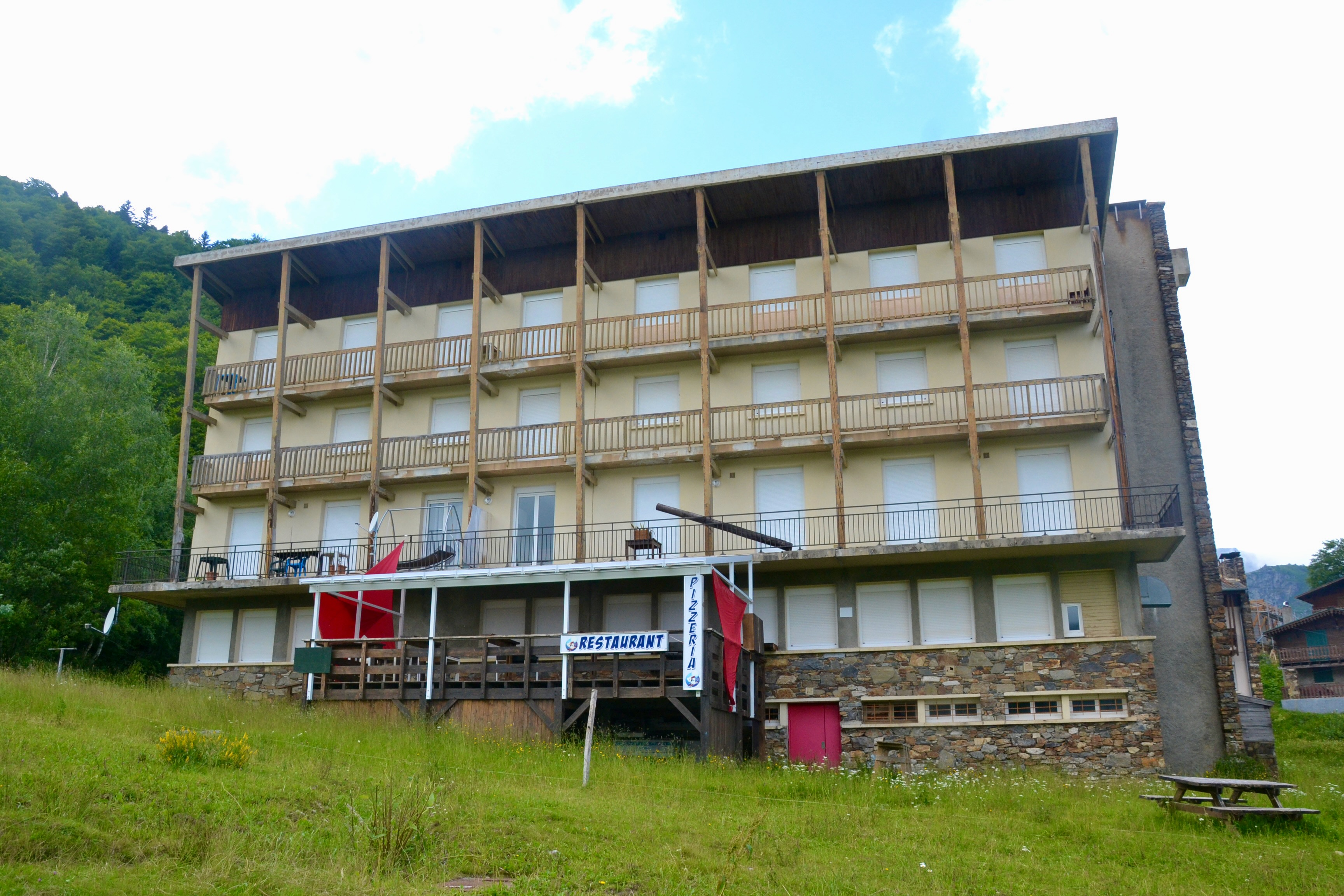
Le Montagnard (vu depuis les pistes).

Le Lum d'Amont
Cet immeuble est construit entre 1970 et 1973 pour l'association Le Plantaurel, à l'initiative du pasteur Henri de Robert. Des chantiers de jeunes s'y impliquent. Le bâtiment est agrandi entre 1974 et 1976. Les rambardes sont remaniées ultérieurement.
La salle polyvalente
La station abrite une salle polyvalente, constituant l'ancien chalet du comité d'entreprise des établissements Roudière. Désormais désaffectée, elle arbore encore les initiales « ER ».

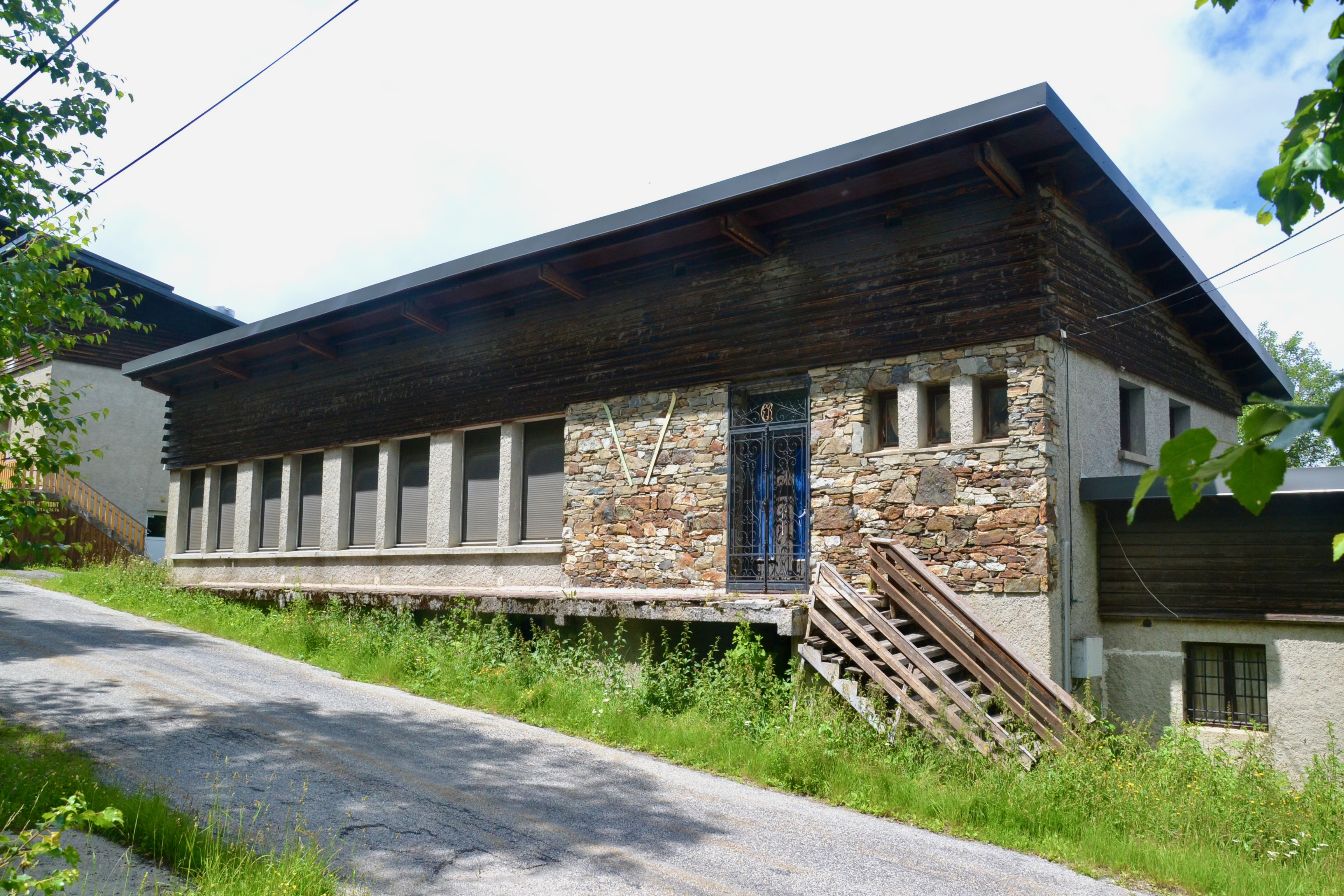
La salle du comité d'entreprise Roudière.
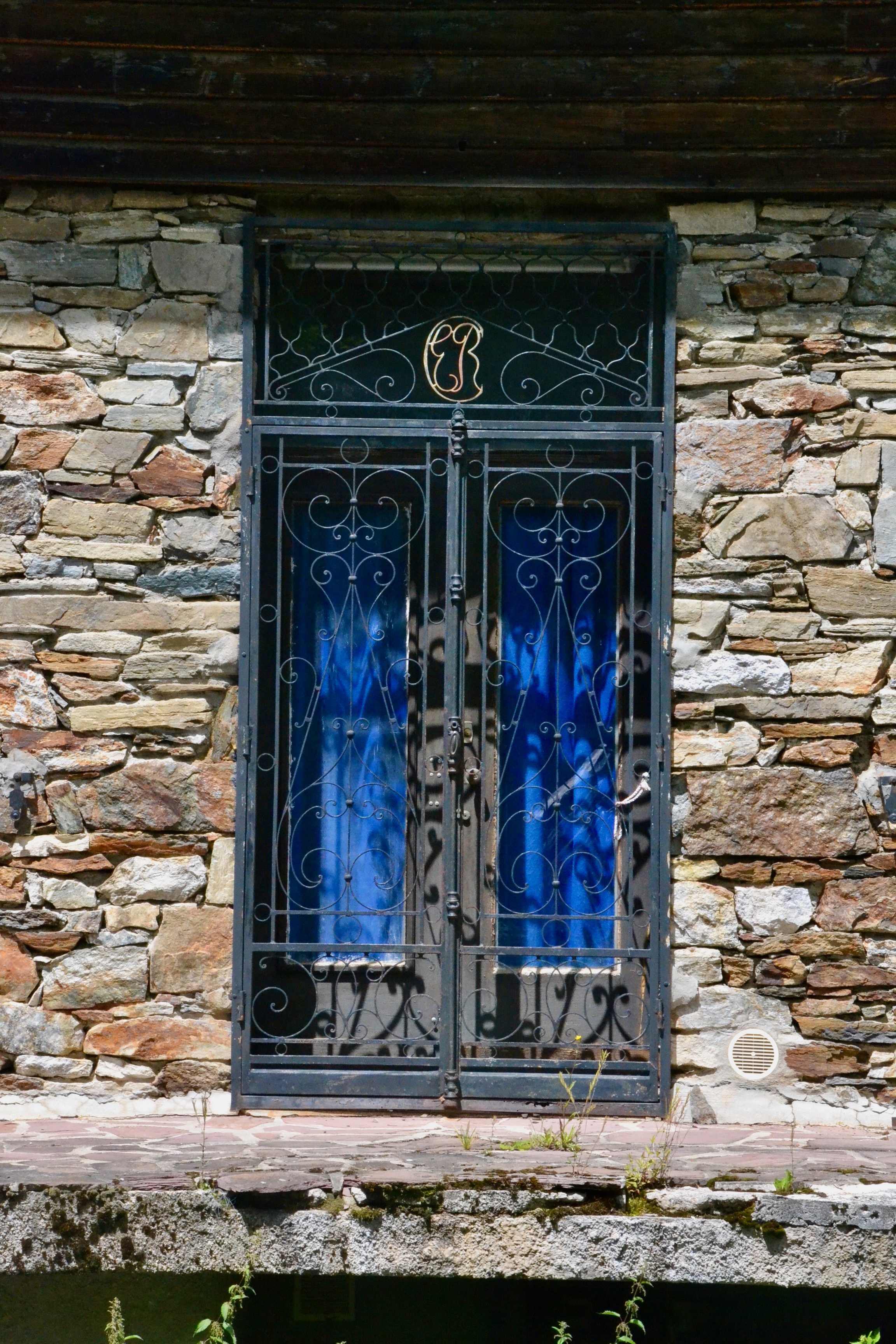
La salle du comité d'entreprise Roudière (détail de la porte).

Autres immeubles
Les autres immeubles sont Le Ludovic, Plein Soleil, datés des années 1970, et enfin Les Marmottes (dernier hôtel de la station depuis la fermeture des Airelles) et Super Olmes, édifiés entre 1980 et 1987.
Certains projets demeurent irréalisés, comme celui d'un chalet d'accueil avec une toiture à deux pans descendant presque jusqu'au sol, proposé par Henri Demay, qui travaille régulièrement pour André Roudière, mais aussi sur d'autres chantiers dans la région, comme le réaménagement de la villa De Roaldès à Lavelanet.

#### Équipements individuels

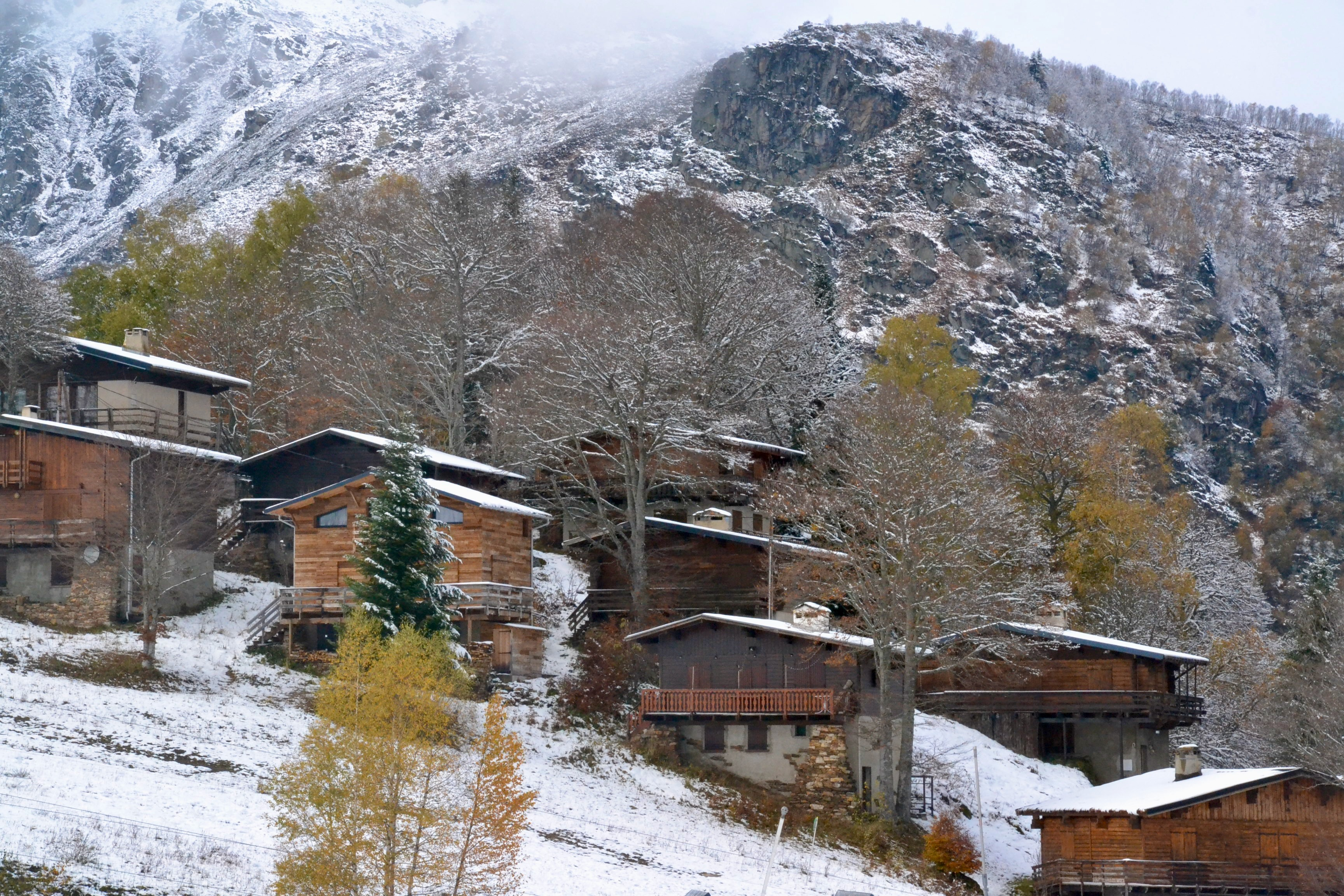
Vue sur une partie des chalets, au bas des pistes.

Contrairement aux préconisations initiales, l'esthétique des pavillons individuels respecte moins le style des « vieilles maisons de la région » que celui du chalet alpin. Ils associent béton, parements de pierre et parements de bois. Certains chalets, du moins la partie en bois, sont livrés déjà préfabriqués, d'autres, plus imposants, arrivent en kit.
Leur décor demeure sobre et leur agencement simple : balcons filants, parfois des lambrequins.

#### Autres aménagements
La mascotte Pipo

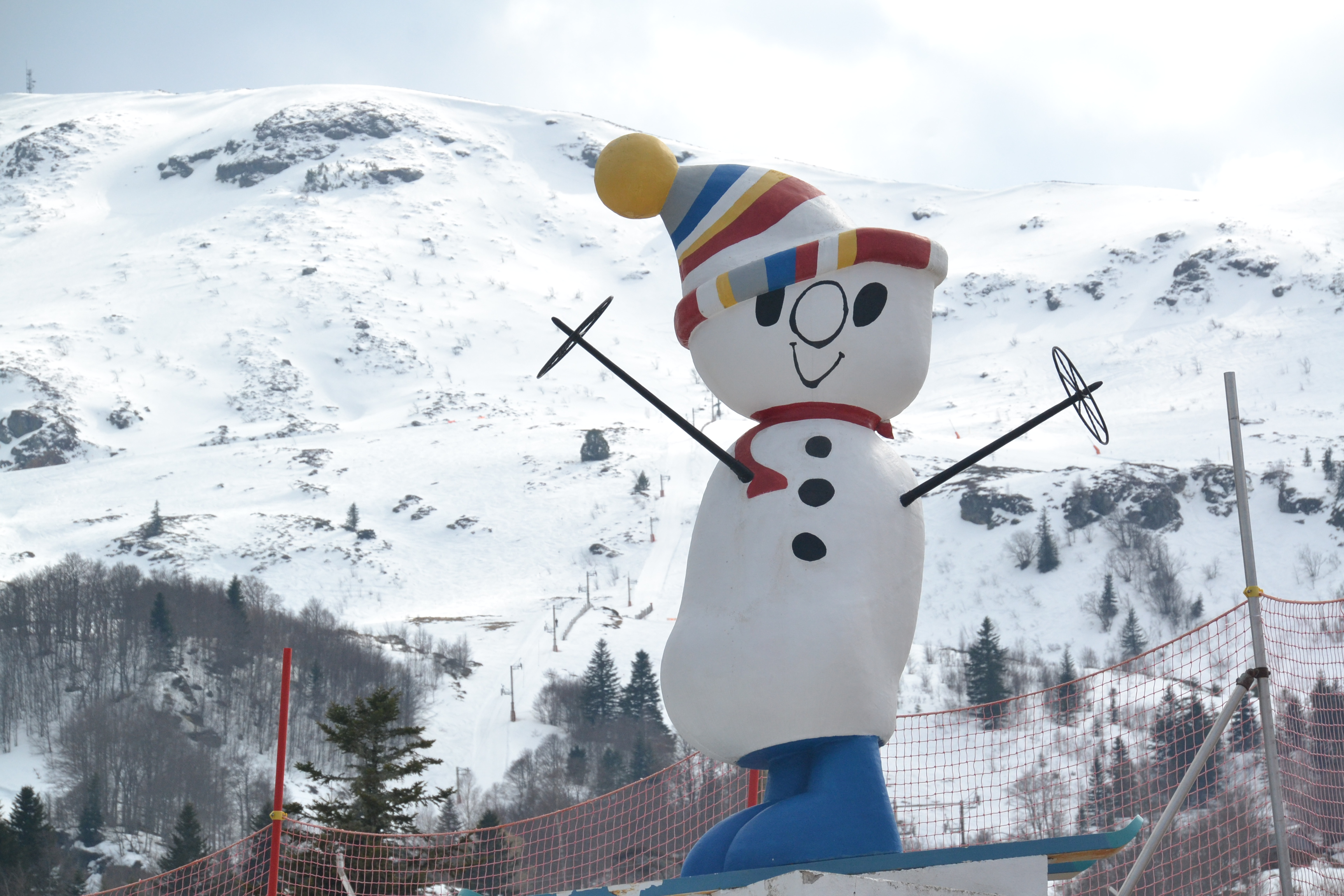
La mascotte « Pipo ».

L'entrée du front de neige est marquée depuis l'inauguration de la station par la présence d'une sculpture en forme de bonhomme de neige, baptisée « Pipo », est réalisée en résine et fibre de verre par l'entreprise Millet Plastiques, de Fougax-et-Barrineuf,. Ce personnage est devenu la mascotte de la station. Initialement doté d'une écharpe en relief, désormais peinte sur son corps, il est stylisé pour apparaître sur le logotype de la station, dans les différentes affiches de communication, voire dans certaines animations.
La chapelle
La station dispose d'une chapelle, construite à l'initiative de l'abbé Tourrent, sur des plans de Paul Périlhou, et avec le soutien de l'association diocésaine, qui en est propriétaire depuis 2005. Elle constitue à la fois un lieu de culte, une salle hors-sac et un espace ouvert aux expositions et manifestations culturelles. Une convention d'utilisation signée en 2022 en encadre les usages. Les fondations de l'édifice datent de 1974-1976, mais l'achèvement de la chapelle n'intervient qu'en 1985, avec la bénédiction de la cloche, installée dans un clocher-mur. L'intérieur est divisé en deux, avec la salle polyvalente d'une part, équipée d'une cheminée, et le sanctuaire d'autre part, séparé par une cloison amovible, et disposant d'un vitrail et de mobilier liturgique.

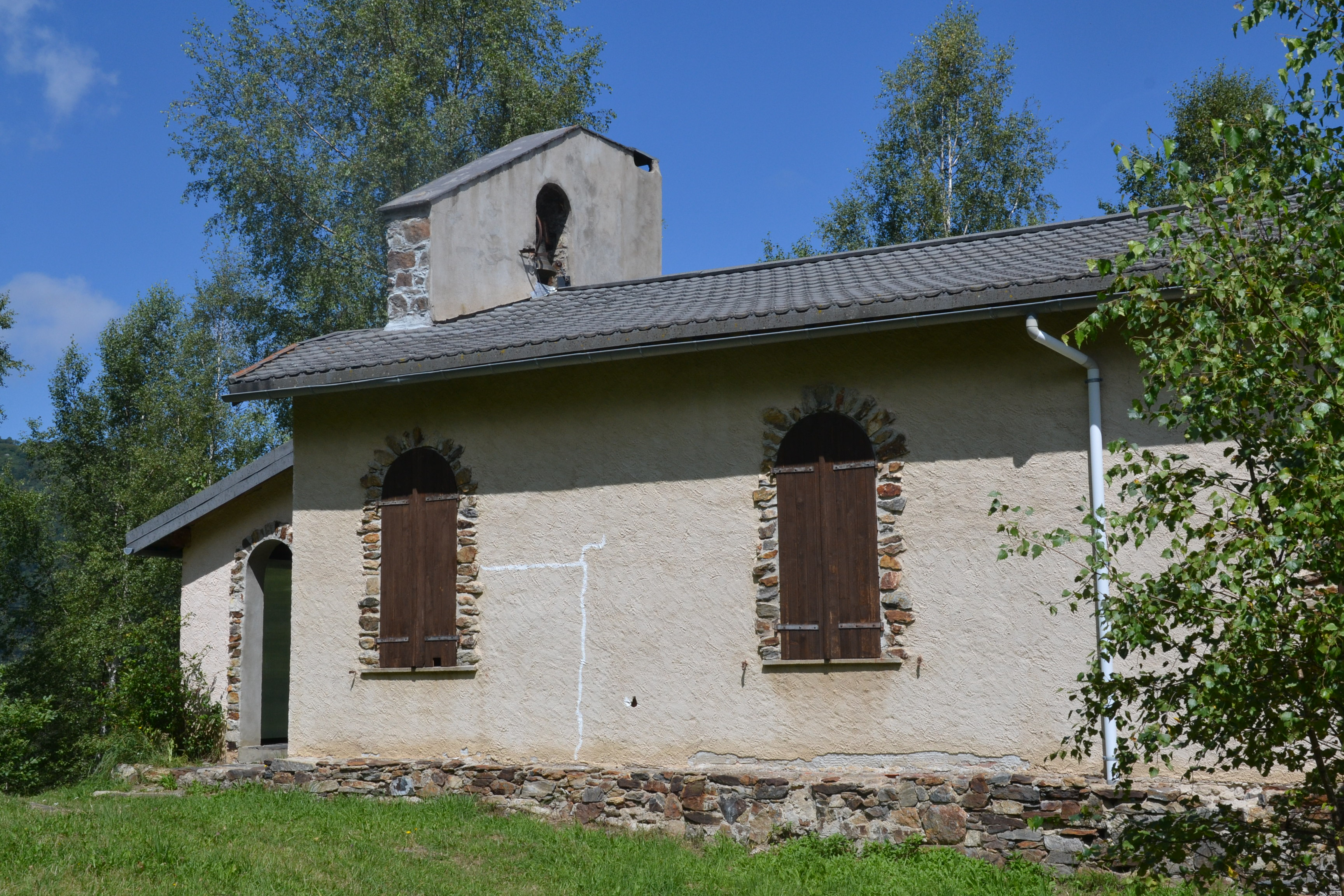
La chapelle

L'esthétique globalement admise pour les différents bâtiments occupés par les skieurs et propriétaires (parements de bois, pierre brune, béton) concerne également les équipements techniques (transformateur électrique par exemple).

### Économie et démographie

#### Fréquentation
La fréquentation annuelle moyenne sur les années 2018 à 2023 s'élève à 52 465 journées ski.
La fréquentation de la station relève majoritairement de l'excursionnisme (68 % en 2017, contre 32 % pour le public touristique résident). Le visiteur réside en moyenne 5,4 jours aux Monts d'Olmes, ce qui est inférieur aux stations d'Ax (6,4) ou de Guzet (6,9). Le public est essentiellement local (73 % de la clientèle est originaire de la région Occitanie) et familial (73 % également, contre 17 % de public « entre amis »).

#### Emploi et activité commerciale
Plusieurs commerces sont ouverts en période hivernale. En 2020, la station comprend sept restaurants, qui pour certains sont également ouverts en période estivale. En 2023, le nombre d'établissements proposant de la restauration s'élève à cinq : le Refuge, l'Iceberg, le Perce-Neige, la pizzeria Toques et Pâtons et la Table des Marmottes.
Dans les années 2020, la station est marquée par la vacance de plusieurs anciens établissements commerciaux (établissement des Airelles, ancienne discothèque, commerces d'entrée de station au bas de la piste du Planas).

#### Démographie
Il existe quelques habitants permanents aux Monts d'Olmes.

#### Autres activités économiques

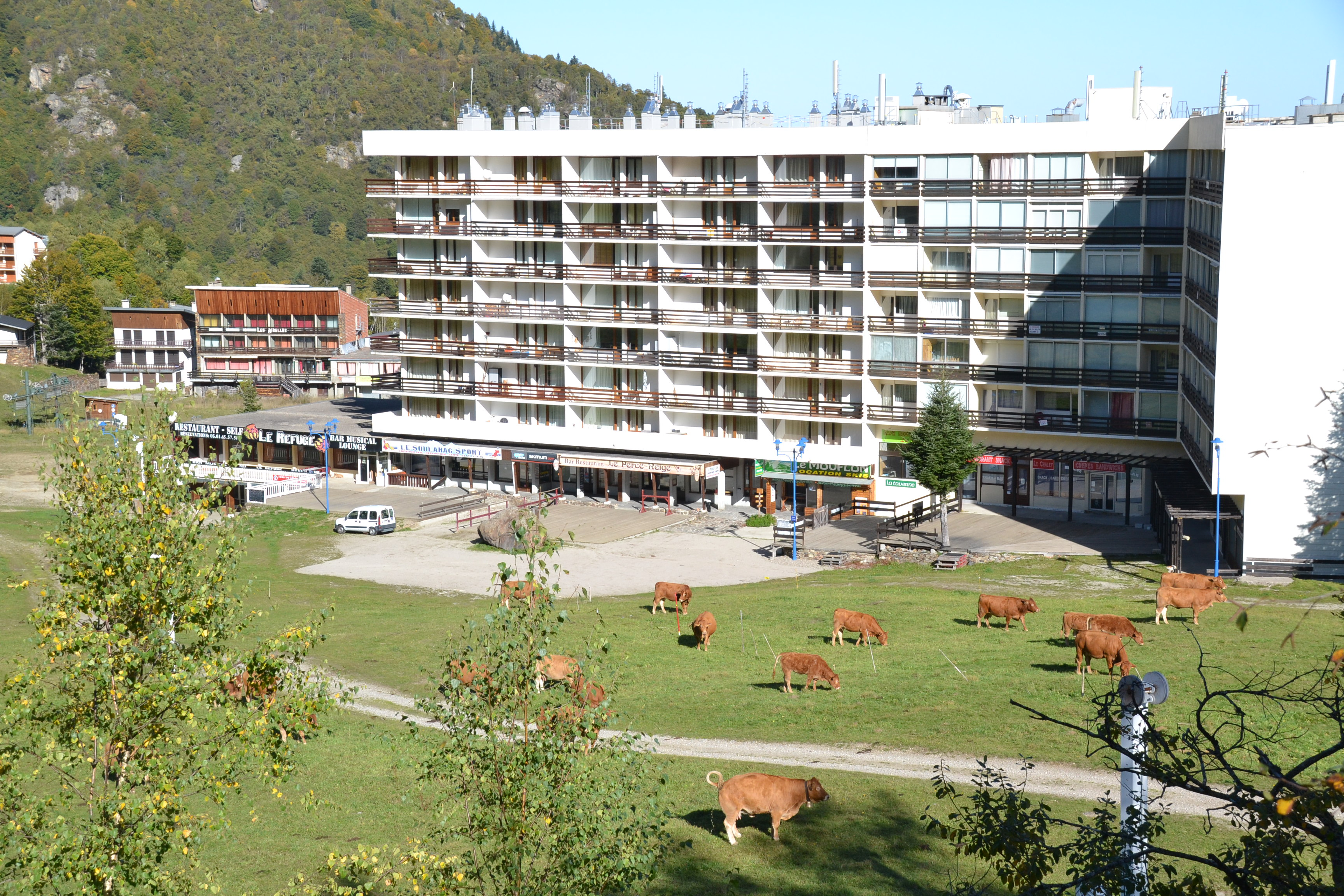
Limousines en estive aux Monts d'Olmes.

Aux côtés des activités touristiques et commerciales propres à la station, le site est également marqué par la présence d'une activité agricole. Un éleveur de bovins limousins met chaque année en pâture ses bêtes sur les pistes de la station, jusqu'au front de neige en bas des pentes.
La station accueille également des associations (Association des passionnés des Monts d'Olmes et MDO Trail) qui contribuent à dynamiser les saisons hivernale et estivale par diverses animations.

#### Services

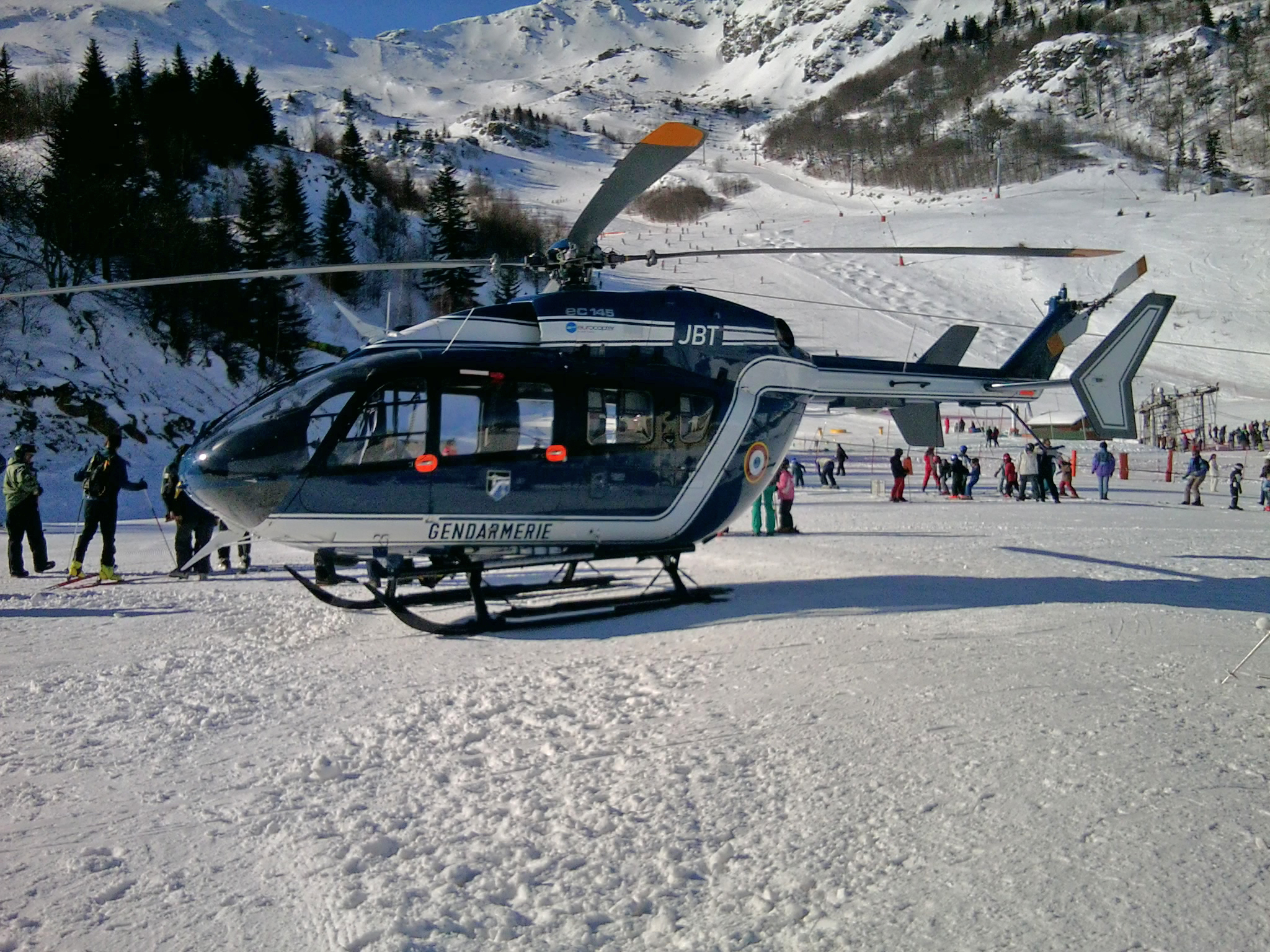
Un hélicoptère de la Gendarmerie nationale aux Monts d'Olmes en février 2012.

Outre des services administratifs et commerciaux, la station accueille en période hivernale une brigade temporaire de gendarmerie, issue de la gendarmerie départementale de l'Ariège.

## Environnement

### Protection des milieux

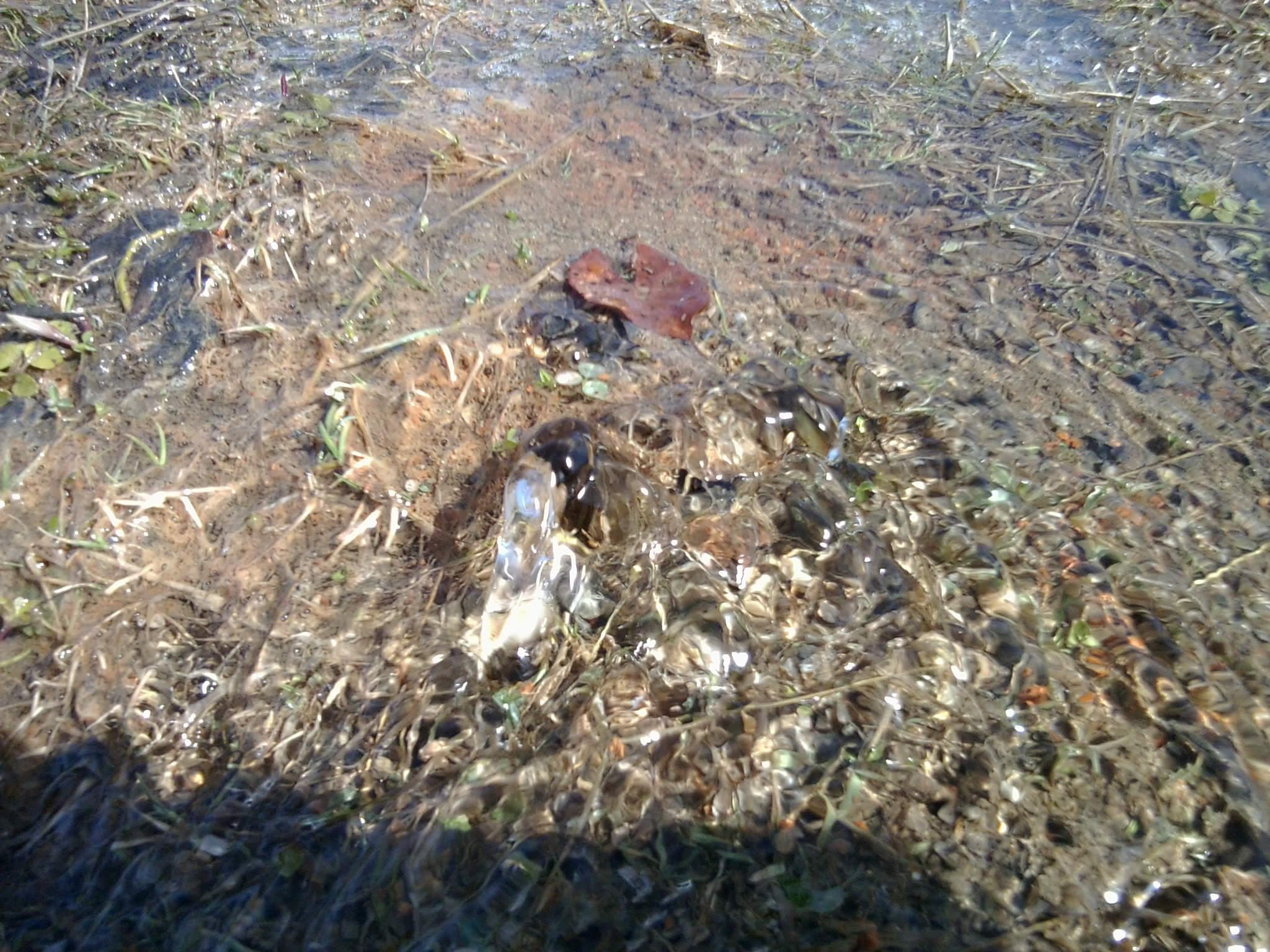
Source à proximité de la station.

La station des Monts d'Olmes est comprise dans le périmètre de deux zones naturelles d'intérêt écologique, faunistique et floristique : la ZNIEFF de type I « Massif de Tabe - Saint-Barthélemy » et la ZNIEFF de type II « Montagnes d'Olmes », dont les descriptifs mentionnent une faune (grand Tétras, pic mar, aigle botté, isard en repli hivernal, desman des Pyrénées, écrevisse à pattes blanches) et une flore  typiques des Pyrénées (lis des Pyrénées, gentiane de Burser, gagée de Liotard, chardon bleu des Pyrénées, tulipe australe), notamment des zones humides. Cette aire, et notamment les abords de la station, incluent en effet des milieux tourbeux dont l'intérêt écologique est important, abritant des espèces adaptées à ces conditions (droséra à feuilles rondes, gentiane des marais, linaigrette engainante, fausse apargie).
Le domaine skiable de la station y est présenté comme riche d'insectes protégés, d'une flore déterminante et d'oiseaux de l'ordre des galliformes à valeur patrimoniale, sans que la superficie du bâti de la station, jugée « négligeable », ne le remette en cause.
Le site des Monts d'Olmes se trouve également à proximité de la réserve naturelle régionale du massif de Saint-Barthélemy, dont le personnel est habilité à intervenir ponctuellement en station pour des animations de sensibilisation.
La construction de la station, effectuée à l'emplacement d'une ancienne zone naturelle partagée entre prairies d'altitude et forêt, a inévitablement altéré l'équilibre écologique de la montagne.

### Conflits d'usages
La présence de l'ours des Pyrénées aux abords de la station est attestée. En 1975, des traces sont observées à proximité.
Une attaque sur un veau, en 2017, entretient l'idée d'une fréquentation occasionnelle de l'ours, attestée par des observations visuelles, sans que des preuves matérielles irréfutables ne puissent alors être apportées. Un réseau de surveillance comprenant des éleveurs et des riverains, l'Association pour la Sauvegarde du Patrimoine d'Ariège-Pyrénées, qui concerne notamment la vallée des Monts d'Olmes, est mis en place en juillet 2023 pour prévenir d'éventuelles attaques,.

## Autres activités

### Sports

#### Cyclisme
La station des Monts d'Olmes, positionnée au terme d'une route de montagne de 14 km dont l'altitude passe de 800 à plus de 1 400 m (pente à 6,3 % en moyenne, 8,8 % au maximum), constitue une arrivée d'étape de quelques courses cyclistes. La Ronde de l'Isard, qui compte parmi les principales courses réservées aux espoirs, y a tenu une arrivée en 2009 (remportée par l'Américain Peter Stetina). Le 16 juin 2018, la 3e étape de la Route d'Occitanie, partie de Prat-Bonrepaux, arrive aussi aux Monts d'Olmes (victoire de l'Espagnol Alejandro Valverde).

#### Randonnée pédestre
La randonnée pédestre est permise par la présence de plusieurs itinéraires balisés aux abords et au sein même de la station. Parmi ceux-ci figurent :
- une boucle de 9,7 km[72] au départ de la station, desservant l'étang d'Appy sur le versant sud du massif, et empruntant les pistes et le col de Cadène, point culminant de celles-ci ;
- le sentier de grande randonnée de pays du Tour du Massif de Tabe, qui suit en partie la crête dominant la station.

D'autres sentiers permettent d'accéder au pic de Saint-Barthélemy (par les étangs de Fagebelle) ou au pic Galinat. En gagnant la crête, il est possible de rejoindre les villages du Sabarthès, notamment Appy (par l'étang du même nom) et Axiat (par le col de Girabal).

### Valorisation patrimoniale

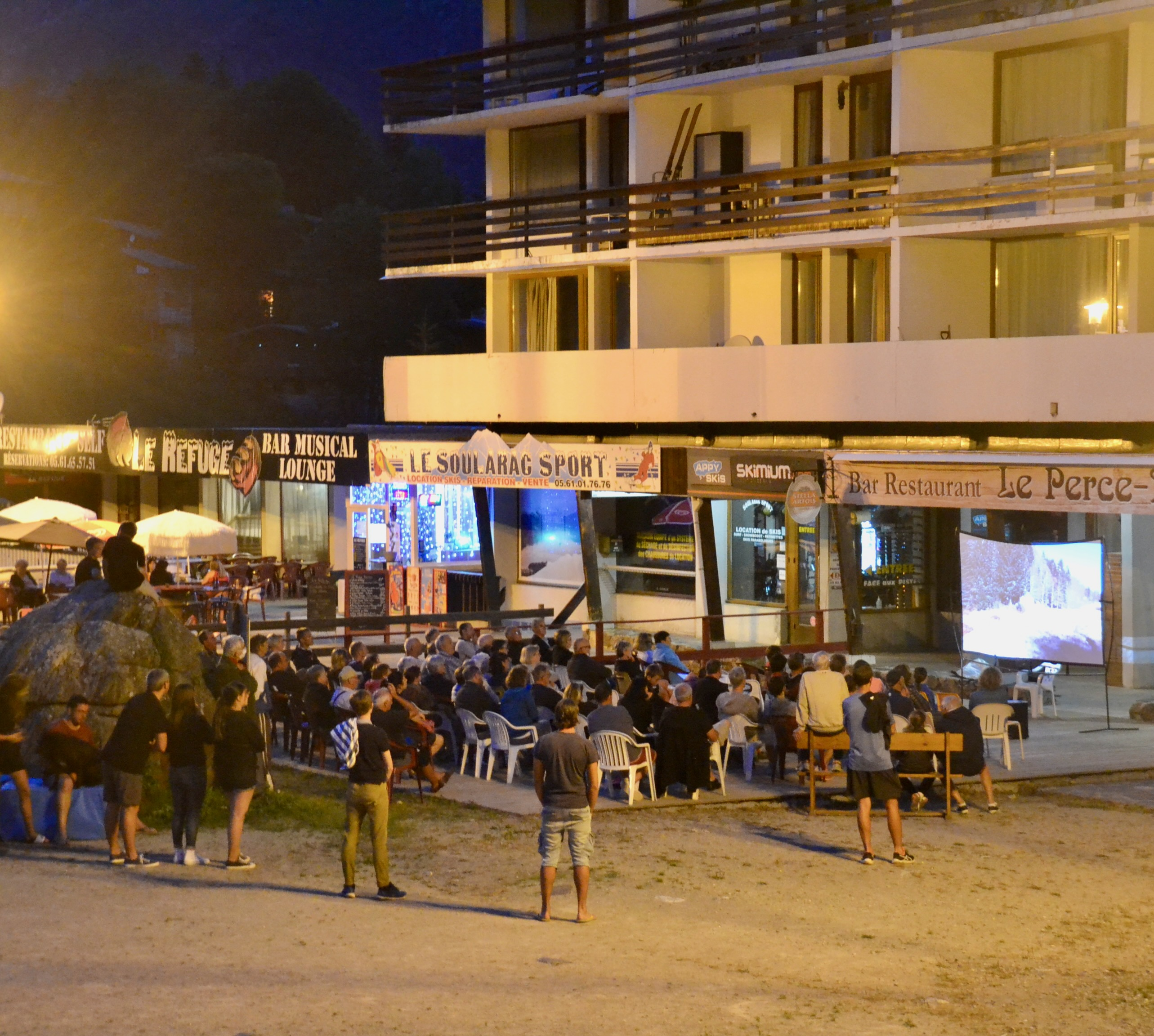
Projection en plein-air d'un film-documentaire consacré à l'histoire du ski en pays d'Olmes.

En 2018, en marge de son cinquantième anniversaire, la station fait l'objet d'une opération d'inventaire, menée par la région Occitanie. Plusieurs notices sont réalisées par le service régional de l'inventaire, concernant les différents éléments du patrimoine bâti. Cette opération se rattache à un projet européen FEDER « Thermalisme, Culture et Villégiature dans les Pyrénées ». Elle est accompagnée de la mise en ligne d'un « récit » sous forme d'un web-documentaire consacré à la station, avec un intérêt plus particulier pour son architecture et son aménagement.
Parallèlement, le Pays d'art et d'histoire des Pyrénées Cathares, dont le projet de territoire intègre les 56 communes des intercommunalités de Lavelanet et Mirepoix, met en place un programme d'animations consacré aux différents patrimoines de la station (architecture, histoire, biodiversité…), comprenant notamment la conception d'une exposition et la réalisation d'une publication. Dans les années qui suivent, ce programme est renouvelé autour d'animations hivernales comme estivales. Une convention liant le Pays d'art et d'histoire à l'Université Toulouse-Jean-Jaurès permet aussi de réaliser une collecte de mémoire aboutissant à la conception d'un film documentaire écrit par l'historien Jean-Michel Minovez, et projeté à plusieurs reprises en station et dans les alentours,. Ce film inclut les témoignages de nombreux acteurs et témoins de l'histoire des sports d'hiver dans le massif de Tabe, comprenant la famille d'André Roudière, des membres actifs des ski-clubs d'après-guerre et pionniers du ski (Charles Authié, René Labadie, Georges Marcérou, Raoul Pigeon, Aldo Villa…), des élus locaux, tels Jean-Pierre Bel, des techniciens de la station, ainsi que Perrine Laffont et sa mère.

## Dans les arts et la littérature
La station des Monts-d'Olmes est mentionnée par René-Victor Pilhes dans son roman Le Christi, paru en 1997.
Inversement, comme d'autres objets géographiques du Midi, la station des Monts d'Olmes utilise dans les années 1970 l'image du catharisme pour se promouvoir, notamment en recourant à la proximité du château de Montségur, longtemps abusivement présenté comme « château cathare » dans la communication touristique et institutionnelle,.